# 野田順子
野田 順子（のだ じゅんこ、1971年6月29日 - ）は、日本の女性声優、歌手。大阪府大阪市浪速区日本橋出身。現在はフリー。

## 経歴
小さい頃からアニメは好きで観ており、ロボットものや特撮の戦隊ものばかり観ていたという。昔は音楽の方に進もうとオーディションを何回か受けていたが、全く駄目で、専門的な練習はしておらず、「どうしようかな」と思っていた。そのときにちょうどテレビで、声優と知らずに声優が出演していた番組を観ていた。それまで人前に出るのが好きではなかったが、声で男の子にも女の子以外にもなることと、勉強すれば歌も歌えると、職業としての声優を知る。
同じ高校（大阪府立阿倍野高等学校）の先輩の置鮎龍太郎の縁で青二塾大阪校に入塾し、声優としての道を進んだ。1993年（平成5年）4月、青二プロダクションより声優デビュー
1999年発売の『ときめきメモリアル2』にてメインヒロイン、陽ノ下光役で出演したことにより、一躍有名となる。当初、自身は誰の役でオーディションを受けるか一切知らされておらず、そのため光役ではなくマネージャーと相談して赤井ほむら役を受ける気だったが、当日に光役と麻生華澄役の2つのオーディションだと知らされ、両方を受けた結果、光役に決まった。それまで少年役をよくやっていたため、オーディションに合格したときは事務所でかなり笑われたという。同作の歌の初収録ではビッグタイトルながらその実感はなく自由にやった。同作の楽曲『勇気の神様/もっと!モット!ときめき'99』にてCDデビュー。同作のテーマソングやキャラクターソングを多数歌唱し、これを機に歌手としても活動するようになった。
2001年（平成13年）8月、ライブ活動開始。2005年（平成17年）1月、自主企画『TRICK or TREAT』始動。
2008年（平成20年）4月にフリーとなり、2012年12月からTABプロダクションと業務提携を行っていたが、2015年1月よりケッケコーポレーションに所属（預かり）。その後、再びフリーとなる。
ボーイッシュな少女や、少年の声を担当することが多い。自身が21歳まで大阪に住んでいたことから、脇役で関西弁のキャラクターの声もこなしている。
一部作品のスタッフロールでは、「のだじゅん」や「ノダジュン」名義が用いられている。

## 人物
- 好きな音楽は「ミュージカル音楽全般」。
- 好きな歌手は森川美穂（野田順子『輝きをあつめて』などの作詞者）[10]。
- 音域はF3 - C5#[3]。
- 自分自身のポリシーとして、ファンに対するサインや握手は設定された会場以外では一切受け付けないと決めている[11]。
- 学生時代はテニスをしていた[4]。

## ユニット
歌手活動を開始後他の声優・歌手とのユニットを組んでいる。
「Sorrel」
青二プロダクション1993年（平成5年）入所の野田と西川宏美の同期二人組が、1998年（平成10年）に「お互い唄がすき」という明快な理由により結成。ユニット名「Sorrel」とは、猫のアビシニアンの毛色で赤茶を表す。音の響きの良さと、2人の髪の色がなんとなく、野田（赤）・西川（茶）だったため、命名。数回のトークミニライブを行った際、ゲストに迎えたもうひとりの同期、中山さらがSorrel参加を表明。2005年（平成17年）に正式加盟を果たし活動中。
「Tea-Cups」
リーダーしんかた（置鮎龍太郎）・魁（石川英郎）・漣（野田順子）・ゆかにゃん（ゆかな）・さらちん（中山さら）・ぴょ（松谷彼哉）からなるグループ。オフ会をたびたび重ねる内に、漣（野田）の誕生日を祝ってもらうなど親交が深まっている。現在はメンバー個々の多忙により、活動休止となっている。
「Welcome Project [珠乃to珠湖]」
「皆でイベントやれればいいねー」の一言から活動を開始した、総勢女子13人からなる謎の集団。正式名は「Welcome Project」と称す。「珠乃to珠湖」とは第2回イベント開催の際に、参加者の頭文字をつなぎ合わせて付けられたユニット名。各人の得意分野を生かし活動中。
「Bullet 77」
ノダジュン（野田順子）とタダミツヒロ（多田光裕・サウンドクリエーター）による謎のユニット。アニメ『DAN DOH!!』のオープニング & エンディングテーマ曲を担当。2004年（平成16年）9月の番組終了と共に活動停止。
「JxJ」
エリック・マーティン（MR.BIG,TMG）を始めとする国内・海外の著名ミュージシャンとのコラボレーションで知られるギタリスト瀬上純が、新たに結成した音楽ユニット。ボーカリストに野田順子を迎え、2002年（平成14年）より水面下で活動開始。2005年（平成17年）、満を持してのCDリリース。水面上での活動を開始する。
「D-Quintet」
『ときめきメモリアル2』で共演した前田ちあき、高野直子、小菅真美、増田ゆきに野田を含めた5人組ユニット。ライブでの活動など活発に活動中。

## 交友関係
- 同じ関西出身の松岡由貴や前田ちあき、『ときめきメモリアル2』で共演したメンバーなどと仲が良い。
- 自身が憧れている女性ボーカリスト森川美穂とは同じ大阪出身で出身中学も同じ（受け持った担任の教師も同じ、野田の姉と同じ学年）ということで、作詞依頼をした時すぐに知り合った。
- 3rdマキシシングル『For Yourself』の3曲目『輝きをあつめて〜I Believe』を森川美穂が作詞、森川美穂の当時の夫KOHJIROが作曲を手掛け、その後他の曲でも担当している。森川は「巡り合わせだなって思います」とコメントしておりまさに運命的な出会いだった[12]。

## ライブ活動
- 1999年4月18日、神楽坂にあった当時の所属プロダクションが経営していた青二ミュージアムにて同期の西川宏美とSorrel結成発表会を開催する。
  - ゲスト：私市淳、柳瀬なつみ、中山真奈美（全て同期）
- 1999年12月5日、青二ミュージアムにてSorrel Xmas Liveを開催。
  - ゲスト：中山真奈美、前田千亜紀、大本眞基子
- ソロでの歌手活動も始め、初めてのソロライブは2000年11月25日1stアルバム「FLY AWAY」発売記念ミニライブ「のだじゅん、故郷に錦を飾る!?（仮）」として大阪TBホールで行われた。
  - 出演 野田順子、MC/三嶋章夫(king records)
- その後2001年に本格的なライブを開始した[13]

- ロタンダ・サウンド・ライブ
  - 2001年4月22日 大阪・天保山マーケットプレース 出演：野田順子 1部：14:00 2部：17:00 無料ライブ

- 1stライヴ J.Noda LIVE 〜First Flight〜
  - 2001年8月25日 東京・高田馬場 CLUB PHASE出演：野田順子 メンバー：G.知野芳彦/B.斉藤昌人/Dr.河村 徹/Key.中道勝彦 1部：OPEN 15:00/START 15:30 2部：OPEN 18:00/START 18:30

- ロタンダ・サウンド・ライブ
  - 2001年10月27日-28日 大阪・天保山マーケットプレース 出演：野田順子、MC/三嶋章夫 1部：14:00 2部：17:00 無料ライブ

- 2ndライヴ J.Noda LIVE 2001 〜Toughen up!〜
  - 2001年11月18日 東京・高田馬場 CLUB PHASE 出演：野田順子withチームきこり メンバー：G.知野芳彦/B.斉藤昌人/Dr.河村徹/Key.中道勝彦 ゲスト：西川宏美（Sorrel） 1部：OPEN 15:00/START 15:30 2部：OPEN 18:00/START 18:30

- 2ndライヴ J.Noda LIVE 2001 〜Toughen up!〜
  - 2001年12月1日 大阪・心斎橋 ミューズホール 出演：野田順子withチームきこり メンバー：G.知野芳彦/B.斉藤昌人/Dr.河村徹/Key.中道勝彦 1部：OPEN 15:00/START 15:30 2部：OPEN 18:00/START 18:30

- 卒業式だよ全員集合!!
  - 2002年2月16日 高田馬場CLUB PHASE 出演：野田順子、前田千亜紀、高野直子、村井かずさ、小菅真美、増田ゆき、鳥井美沙、本井えみ、田村ゆかり、橘ひかり 1部：OPEN 14:00/START 14:30 2部：OPEN 18:00/START 18:30

- 対バンライブchocolate mix
  - 2002年5月3日 高田馬場CLUB PHASE 出演：野田順子、G.阿部隆之他 ゲスト：西川宏美

- Sorrel mini LIVE
  - 2002年5月26日 青二ミュージアム 出演Sorrel（野田順子・西川宏美）

- Tea-Cups vol.2 〜野田順子バースデイパーティー〜
  - 2002年7月7日 高田馬場CLUB PHASE 出演：野田順子、石川英郎、中山さら、ゆかな、松谷彼哉、置鮎龍太郎 1部：OPEN 13:00/START 14:00 2部：OPEN 17:00/START 18:00

- 3rdライブ J.Noda LIVE 2002〜 Sparkling Shooting Star 〜
  - 2002年8月17日 江戸川区総合区民ホール 出演：野田順子 メンバー：G.知野芳彦/B.斉藤昌人/Dr.河村徹/Key.中道勝彦 ゲスト：前田千亜紀 1部：OPEN 13:30/START 14:30 2部：OPEN 17:00/START 18:00

- TOKIMEKI MEMORIAL SUPER LIVE
  - 2002年10月26日 Zepp TOKYO 出演：（1組）金月真美、菅原祥子、菊池志穂、（2組）野田順子、田村ゆかり、村井かずさ、高野直子、前田千亜紀、（3組）神田朱未、川口宰曜子、町井美紀、片岡千珠、皆川純子
  - （2003年3月20日ライブDVD発売）

- chocolate mix
  - 2002年12月17日 高田馬場 CLUB PHASE 出演：野田順子 松崎ナオ/mamydrop/天方直実/野田順子 メンバー：G.知野芳彦/B.斉藤昌人/Dr.河村徹/Key.中道勝彦 ゲスト：前田千亜紀

- 3rdアルバム発売記念 Precious Time 〜 J.Noda アコースティックミニライヴ 〜 
  - 2003年2月1日 豊島公会堂 出演：Vo.野田順子/Ag.知野芳彦/Pf.中道勝彦

- A&I Records NIGHTS vol.1
  - 2003年2月1日 下北沢 add cafe 出演：野田順子、Key.多田光裕、the ORANGE（kayo、Key.タダミツヒロ） START 21:30

- お花見気分 de いらっしゃ〜い
  - 2003年3月20日 高田馬場 CLUB PHASE 出演：珠乃 to 珠瑚 with MT（橘ひかり・前田千亜紀・野田順子・鳥井美沙・田村ゆかり・増田ゆき・小菅真美・本井えみ・高野直子） 1部：OPEN 14:00/START 14:30 2部：OPEN 18:00/START 18:30

- 夏メロ〜毎度セーラー服にほえたならZ
  - 2003年7月5日 町田WEST VOX 出演：石田燿子/永野広一/RUCA/野田順子/（ゲスト）瀧本瞳/バンド：G.MASA B.KATSU Dr.Kuma Key.Obaty

- Tea-Cups Vol.3〜Tea-Cups 女子部
  - 2003年8月31日 高田馬場 CLUB PHASE 出演：野田順子、松谷彼哉、ゆかな、中山さら ゲスト：石井一孝
- みっくちゅ・ぼいちゅ Vol.2（『夏メロ〜毎度セーラー服にほえたならZ』につづく第2弾）
  - 2003年11月23日 四谷LIVE GATE TOKYO 出演：石田燿子/瀧本瞳/永野広一/RUCA/野田順子/（ゲスト）KAKO/橋本潮/やっち/バンド：G.MASA B.KATSU Dr.Kuma Key.Obaty Key.Ogawa
- ひとりごっつ
  - 2003年12月7日 原宿RUIDO 出演：Soul RED/ひとりごっつ（Vo.&G.MASA、B.KATSU、Dr.JOSE、Key.AKIRA〈ゲスト〉るりこ〈15JAM〉、うなさん〈ロボトミィ〉、野田順子） OPEN 12:00/START 12:30

- ときめきメモリアルスーパーライブII
  - 2003年12月13日 中野サンプラザ
  - 出演：（1組）金月真美・菅原祥子・黒崎彩子・中友子・菊池志穂・（2組）野田順子・村井かずさ・田村ゆかり・高野直子・前田千亜紀・橘ひかり・鳥井美沙・小菅真美・山田美穂・（3組）神田朱未・皆川純子・町井美紀・安田未央
  - （2004年9月25日ライブDVD発売）

- 金月真美主催年越しイベント「Goldream vol.3 カウントダウン」
  - 2003年12月31日 駒場東大前・こまばエミナース 開演23:00 終演2004年1月1日6:30
  - 出演：金月真美（ゲスト）五十嵐麗・笹木綾子・中友子・黒崎彩子・よしきくりん・速水奨・野田順子・神田朱未・有島モユ・秋山久美・皆川純子・草尾毅・三重野瞳・高井萌（司会）MIDIはらふじ

- 4thライヴ J.Noda LIVE 2004 〜 Here and There 〜
  - 2004年2月14日 新橋ヤクルトホール 出演：野田順子withチームきこり メンバー：G.知野芳彦/B.斉藤昌人/Dr.河村徹/Key.中道勝彦 一部：OPEN：13:30/START：14:00 二部：OPEN：17:30/START：18:00

- A&I Records NIGHTS vol.4
  - 2004年2月23日 渋谷 RUIDO K2 出演：さぜひとみ・Nostalgic-Scopes・狂ばに・美吉田 月・AMAZORA・Bullet 77（Vo.ノダジュン/Key.タダミツヒロ） OPEN 18:00/START 18:30

- ひとりごっつまつり! 〜MASA'S Birthday LIVE!!!〜
  - 2004年5月24日 原宿 RUIDO 出演：VUMMIES Chair・Remings・The Blain Street Ahead・しばのまり子・ひとりごっつ（Vo.&G.MASA、B.KATSU、Dr.JOSE、Key.AKIRA、（ゲスト）イトウタクミ（RUIDO）、秋山英恵（RUIDO）、丸山正剛（VoThM）、はっしー、重村はるか、坂崎さん（うな）、野田順子） OPEN：17:30/START：18:00

- Bullet 77 LIVE 〜Going on!〜
  - 2004年5月27日 表参道 FAB 出演：Bullet 77（Vo.ノダジュン/Key.タダミツヒロ/G.伊東ヒロム/他） OPEN 18:30/START 19:00

- Bullet 77 LIVE 〜Believe in love〜
  - 2004年8月1日 表参道 FAB 出演：Bullet 77（Vo.ノダジュン/Key.タダミツヒロ/G.伊東ヒロム/他） OPEN 18:30/START 19:00

- ときめきサマーフェスタ 2004
  - 2004年8月29日 中野サンプラザ 出演：野田順子・小菅真美・鳥井美沙・高野直子・橘ひかり・前田千亜紀・田村ゆかり・村井かずさ・山田美穂・増田ゆき・本井えみ・野村真弓・くまいもとこ OPEN 16:00/START 17:00

- TRICK or TREAT vol.1 - 笑う門には福来る！新春 TALK LIVE -
  - 2005年1月10日 SHIBUYA RUIDO k2 出演：野田順子 ゲスト：西川宏美・中山さら 1部：OPEN 15:30/START 16:00 2部：OPEN 18:30/START 19:00

- ひとりごっつ〜新潟中越地震被災者支援ライブ〜〈オトノチカラ〉
  - 2005年1月21日 HARAJYUKU RUIDO 出演：レアドロック/THE MONGOLIAN CHOP/ひとりごっつ（Vo.&G.MASA、B.KATSU、Dr.JOSE、Key.AKIRA、（ゲスト）串田アキラ、影山ヒロノブ、丸山正剛、稲屋浩、野田順子、平石一美、草野薫、manami） OPEN 17:30/START 18:00

- TRICK or TREAT vol.2 Nodajun TALK LIVE〜祝☆34周年!〜
  - 2005年6月26日 SHIBUYA PLUG 出演：野田順子 ゲスト：倉田雅世・高木礼子・雪野五月
    - 第1部：OPEN 13:30/START 14:00

- 曾我泰久 & actors-music.com「Dear Friend in Summer」
  - 2005年8月14日 南青山MANDALA 出演：曾我泰久、土居裕子、藤原理恵、野田順子、西村直人、Tekkan、首藤健祐、並木のり子（1部のみ）、小西康久（2部のみ）、みのすけ（2部のみ） 1部：OPEN 13:00/START 14:00 2部：OPEN 17:30/START 18:30

- 5thライヴ J.Noda LIVE 2005 〜Step by Step〜
  - 2005年8月20日 原宿アストロホール 出演：野田順子withチームきこり メンバー：Vo.野田順子/G.知野芳彦/B.斉藤昌人Dr.河村徹/Key.中道勝彦 一部：OPEN 13:30/START 14:00 二部：OPEN 17:30/START 18:00

- TRICK or TREAT vol.3 Nodajun TALK LIVE〜故郷に錦を飾る・その3〜
  - 2005年10月29日 大阪 シアターぷらっつ江坂 出演：野田順子・松岡由貴・（シークレットゲスト）清水香里 1部：OPEN 13:30/START 14:00 2部：OPEN 17:30/START 18:00

- 清水香里のチョコッと感謝
  - 2005年11月20日 恵比寿スイッチ 出演：清水香里、野田順子・（シークレットゲスト）松岡由貴 OPEN 12:00/START 12:30

- ときめきメモリアルスーパーライブ‘forever',COUNTDOWN 2006〜Here Comes Tokimeki ONLINE!〜
  - 2005年12月31日 新宿・東京厚生年金会館大ホール 出演：（1組）金月真美・菅原祥子・菊池志穂・黒崎彩子・中友子・笹木綾子・関根明子・（2組）野田順子・高野直子・小菅真美・前田ちあき・橘ひかり・（3組）神田朱未・皆川純子・町井美紀・安田未央・川口宰曜子・服部加奈子・片岡千珠・橋本涼子 ゲスト：（ON LINE）牧島有希・中尾良平 OPEN 19:00/START 20:00
  - （2006年3月24日ライブDVD発売）

- kaoryclub presents「ちゅーどく」
  - 2006年3月19日 渋谷Take Off 7 出演：清水香里、野田順子、松岡由貴 START 19:00

- TRICK or TREAT vol.4 Nodajun ACOUSTIC LIVE 〜納涼祭〜
  - 2006年7月15日 原宿 Blue Jay Way 出演：野田順子、Pf.中道勝彦 OPEN 17:30/START 18:00

- Peach Taste
  - 2006年8月5日 横浜関内・BAYSIS 出演：野田一家（Vo.NODA/G.ABE/B.KATSU/Dr.JOSE）/ヒトミリリィ/電気キャンディ/つるうちはな START 18:30

- TRICK or TREAT vol.5 野田一家 LIVE 〜再び参上!〜
  - 2006年11月12日 高田馬場CLUB PHASE 出演：野田一家（メンバー：Vo.二代目・NODA/B.若頭・KATSU・Dr.番頭・JOSE/G.鉄砲玉・ABE ゲスト：Sorrel（西川宏美・中山さら）・Pf. ASKA 1部：OPEN 13:30/START 14:00 2部：OPEN 17:30/START 18:00

- アクセピ企画・年末スペシャル ときめき?ドラマチックライヴ!≪男と女のShabadabada♂♀≫
  - 2006年12月29日 新宿Music Inn 出演：野田順子、小西康久、Shabadaband、THE APOLLO BOYZ（曾我泰久、みのすけ、首藤健祐、池田聡、草野徹） 第一部 OPEN 14:30/START 15:00 第二部 OPEN 18:30/START 19:00

- D5 〜What's D-Quintet?
  - 2007年1月21日 高田馬場 CLUB PHASE 出演：D-Quintet【小菅真美/高野直子/野田順子/前田ちあき/増田ゆき】 昼の部：OPEN：13:30/START：14:00 夜の部：OPEN：18:00/Start：18:30

- 6thライヴ J.NodaLIVE 2007 〜 my own self 〜
  - 2007年2月3日 高田馬場CLUB PHASE 出演：チームごさく メンバー：Vo.野田順子/B.斉藤昌人/Dr.河村徹/Key.中道勝彦/G.酒井雅仁

- TRICK or TREAT vol.6 Nodajun TALK LIVE 〜 納涼祭・弐〜
  - 2007年7月8日 西新宿 Music Inn 出演：野田順子、ASKA(Pf)、中道勝彦(Key) ゲスト：石田燿子 一部：OPEN：14:30/START：15:00 二部：OPEN18:00/START：18:30

- 倉田雅世プロデュース公演 nejimakiya presents 「Summer's Reading Theater」
  - 2007年8月17日-19日 銀座小劇場 出演：倉田雅世、雪野五月、野田順子、水島大宙、私市 淳、田中一成 出演・演出：津久井教生 17日花組：19:00 18日月組：13:00 19日月組：17:00

- THE MATSUBARA WITH TAKATO フェスティバル!!
  - 2007年10月5日 六本木morph-tokyo 出演：The Matsubara with Takato メンバー：Vo.松原康治/Vo.島田貴斗/Dr.雑賀泰行/B.古谷圭介/G.川田俊介/Key.河合英史 ゲスト：野田順子 OPEN/18:00 START/19:00

- D-Quintet 2nd LIVE 〜D5 2.01 上から読んでも下から読んでも
  - 2007年12月8日 半蔵門・エンターブレイン本社2Fイベントスペース「WinPa」 出演：D-Quintet【Dr.小菅真美/Key.高野直子/B.野田順子/G.前田ちあき/Sax.増田ゆき】 昼の部：OPEN：14:30/START：15:00 夜の部：OPEN：18:30/Start：19:00

- 7thライヴ J.Noda LIVE 2008〜Keep at it〜 ＠大阪
  - 2008年1月14日 梅田am HALL 出演：チームごさく メンバー：Vo.野田順子/B.斉藤昌人/Dr.河村徹 /Key.中道勝彦/G.酒井雅仁 ゲスト：前田ちあき 第一部：OPEN：14:30/START：15:00 第二部：OPEN：18:00/START：18:30

- 7thライヴ J.Noda LIVE 2008〜Keep at it〜 ＠東京
  - 2008年1月20日 高田馬場CLUB PHASE 出演：チームごさく メンバー：Vo.野田順子/B.斉藤昌人/Dr.河村徹/Key.中道勝彦/G.酒井雅仁 ゲスト：前田ちあき 一部：OPEN 14:30/START 15:00 二部：OPEN 18:00/START 18:30

- イシダナイト feat.F
  - 2008年1月27日 渋谷7th FLOOR 出演：石田燿子(vo)、Fuming(Ep)、野田順子（告知だけのために登場） 一部：OPEN 17:30/START 18:30

- 男と女のシャバダバダ♂♀vol.2
  - 2008年2月17日 吉祥寺スターパインズカフェ 出演：シャバダバンド 野田順子(Vo)小西康久(Sax)衛藤浩一(Dr)花島英三郎(Tb)田ノ岡三郎(Acc)斉藤まこと(B) ゲスト・久本朋子・並木のり子、ジェームス小野田(ex.米米Club) 開場：18:00/開演19:00

- Yoko Ishida & Junko Noda 〜LOVE to dp〜
  - 2008年3月15日 六本木morph-tokyo 出演：石田燿子(vo)、野田順子(vo)、Fuming(Ep)、河本慎一(Kye) 第一部：OPEN 14:00/START 14:30 第二部：OPEN 17:30/START 18:00

- TRICK or TREAT vol.7 Nodajun TALK LIVE 〜祝☆生誕祭〜
  - 2008年6月29日 高田馬場CLUB PHASE出演：野田順子(vo)、JOSE(Dr)、阿部隆之(G)、染川裕紀(B) ゲスト・石田燿子&ゆかいな仲間 一部：OPEN：14:30/START：15:00 二部：OPEN：18:00/START：18:30

- 男と女のシャバダバダ♂♀vol.3〜パリ編〜
  - 2008年7月20日 三軒茶屋グレープフルーツムーン出演：シャバダバンド野田順子(Vo)小西康久(Sax)衛藤浩一(Dr)花島英三郎(Tb)田ノ岡三郎(Acc)斉藤まこと(B)ゲスト・梶野秀樹(B) 開場：18:30/開演19:00

- 男と女のシャバダバダ♂♀vol.3〜ロンドン編〜
  - 2008年7月26日 三軒茶屋グレープフルーツムーン出演：シャバダ-2バンド 野田順子(Vo)小西康久(Sax)衛藤浩一(Dr)花島英三郎(Tb)梶野秀樹(B)Rey(G)ゲスト・野村義男(G) 開場：18:30/開演19:00

- D-Quintet 3rd LIVE 〜五人囃子で118118(いいわいいわ)〜
  - 2008年11月8日 六本木morph-tokyo 出演：D-Quintet【Dr.小菅真美/Key.高野直子/B.野田順子/G.前田ちあき/Sax.増田ゆき】 昼の部：OPEN：14:00/START：15:00 夜の部：OPEN：18:00/Start：19:00

- ウタマミレ2008
  - 2008年11月9日 渋谷C.C.レモンホール 出演：谷山紀章、石川英郎、野島健児、Suara、いとうかなこ、野田順子、斎賀みつき 出演・企画：小山剛志 OPEN：16:30/ START：17:00

- TRICK or TREAT vol.8 Nodajun READING LIVE
  - 2008年11月22日 高田馬場CLUB PHASE 出演：野田順子 吉井隆博(G) 一部：OPEN：14:30/START：15:00 二部：OPEN：18:00/START：18:30

- Sorrel3（それるさんじょう）
  - 2009年5月3日 六本木morph-tokyo出演：Sorrel（野田順子・西川宏美・中山さら）ゲスト・私市淳 Sorrel結成10周年記念TALK LIVE『Sorrel3(それるさんじょう)』 一部：OPEN：14:30/START：15:00 二部：OPEN：18:30/START：19:00

- D-Quintet 4th LIVE Thank you〜ミルキィウェイはママの味
  - 2009年7月5日 渋谷J-POP CAFE 出演：D-Quintet【Dr.小菅真美/Key.高野直子/B.野田順子/G.前田ちあき/増田ゆき（ビデオ出演）】 昼の部：14:00 open/15:00 start夜の部：18:00 open/19:00 start

- 石田燿子B.D.企画「イシダナイトDX feat.F」
  - 2009年10月4日 三軒茶屋グレープフルーツムーン 出演：石田燿子、Pf.Fuming ゲスト：野田順子

- JAM（ジャパン・アニメ・コラボマーケット）2009
  - 2009年10月15日 秋葉原UDX 出演：倉田雅世、野田順子 ビジネスデー/14:30-15:00

- 8thライヴ J.Noda LIVE 2009 10th anniversary 〜Sing Away〜
  - 2009年11月29日 高田馬場CLUB PHASE 出演：TEAM COPPEPANメンバー：Vo.野田順子/B.斉藤昌人/Dr.河村 徹G.酒井雅仁/Key.岩瀬聡志 ゲスト：前田ちあき（昼のみ） CDリリース10周年記念ライブ 一部：OPEN 14:30/START 15:00 二部：OPEN 18:00/START 18:30

- KAKOと瞳の『いち、にのキュッと』
  - 2009年12月9日 三軒茶屋グレープフルーツムーン 出演：KAKO、瀧本瞳、Pf.Fuming ゲスト：野田順子

- TRICK or TREAT vol.9 Nodajun TALK&LIVE 〜大阪上陸 with COPPEPAN〜
  - 2010年2月20日 大阪・樟葉 Px9 cafe（ピーナイン・カフェ） 出演：野田順子 & TEAM COPPEPAN（B.斉藤昌人/Dr.河村 徹/G.酒井雅仁/Key.岩瀬聡志） 一部：OPEN：14:30/START：15:00 二部：OPEN：18:00/START：18:30

- Yoko Ishida & Junko Noda 「LOVE to dp 2〜愛を歌って飲め!〜」
  - 2010年3月7日 渋谷J−POP CAFE 出演：石田燿子(vo)、野田順子(vo)、Fuming(Ep) 第一部：OPEN 13:30/START 14:30 第二部：OPEN 17:30/START 18:30

- Tokyo musicum Station U.S.A PRESENTS THE LIVE FESTA from TOKYO to L.A. VOL.1 ON AIR LIVE
  - 2010年3月17日 新宿Wild Side Tokyo 出演：shiva/野田順子（G.伊東ヒロム/Pf.中野正男）/暁月めぐみwith浅野佑悠輝（SILC set Heaven） OPEN 17:40/START 18:25

- Fairy Tale
  - 2010年6月13日 上野Qui 出演：Vo.野田順子、Vo.瀧本瞳、Pf.アニエス晶子 OPEN：18:30/START：19:00&20:20（2ステージ、入れ替え無し）

- リーディングライブ・虹の音
  - 2010年6月26日-27日 吉祥寺スターパインズカフェ 出演：松岡由貴、野田順子、水島大宙、木村まどか、笹川亜矢奈、山下亜矢香/Everly 26日昼の部：OPEN 14:30/START 15:30 夜の部：OPEN 18:30/START 19:30 27日昼の部：OPEN 11:30/START 12:30

- TRICK or TREAT vol.10 〜来てくれないとイタズラするぞ!〜
  - 2010年10月31日 南青山MANDALA 出演：野田順子/朗読guest：大本眞基子 第一部（朗読）：OPEN：12:00/START：13:00 第二部（Live）：OPEN：16:30/START：17:30

- Fairy Tale〜on Christmas day〜
  - 2010年12月19日 南青山MANDALA 出演：Vo.野田順子、Vo.瀧本瞳 / Pf.岩瀬聡志 OPEN：18:30/START：19:00

- D-Quintet 5th LIVE 勇気の鐘様〜キライキライもスキのウチ〜
  - 2011年2月5日 高田馬場CLUB PHASE 出演：D-Quintet【小菅真美/高野直子/野田順子/前田ちあき/増田ゆき】 昼の部：14:00 open/14:30 start夜の部：18:00 open/18:30 start

- 「タイトル未定」ライブ
  - 2011年3月5日 新宿SACT 出演：Vo.野田順子/Vo.中里真美/Vo.山内僑子 Dr.雑賀泰行/Ba.島田貴斗/Gt.堀崎翔/Key.瀧田敏広 OPEN/19:00 START/19:30

- 三銀祭のとり
  - 2011年4月17日 しもきた空間リバティ 出演：おかわり。（佐野翔子/野浪歩）、てしがわら（渡辺一茂/武川陽介）、橋本浩志、ゲスト：佐久田脩、野田順子、（サプライズゲスト）金丸淳一 OPEN/17:30 START/18:00

- 倉田雅世&雪野五月B.Dトークライブ「セクシー＆グラマー☆すまいる」
  - 2011年5月22日 下北沢・風知空知 出演：倉田雅世、雪野五月 ゲスト：野田順子、高木礼子、檜山修之、田中一成、谷口悟朗、松浦有希 OPEN/16:00 START/17:00

- Nodajun Birthday Night
  - 2011年6月29日 六本木BeeHive 出演：野田順子 OPEN：18:30/START：19:30

- 歌と萌え紙芝居ライブ「もえかみ!夏祭り2011」
  - 2011年8月20日 秋葉原グッドマン 出演：倉田雅世（倉嶋らむね）/真田アサミ/野田順子/桜咲千依/須田勝也/中村真奈美（新人）/菅あやか（新人）/ヤムちゃん/渋かみ塾ひよこ組 昼の部：12:30 open/13:00 start 夜の部：16:30 open/17:00 start

- 怪し会〜4肆〜
  - 2011年9月1日-4日 江戸川区鹿骨・真言宗豊山派もっとい不動密蔵院 出演：茶風林・肘岡拓朗・市原朋彦・白岩和真・武虎・大熊祐我・水落幸子・持月玲依・岩崎愛・佐藤香織・野田順子、伊藤美紀（2.3.4日のみ）・真田アサミ（1.4日のみ）・恒松あゆみ（1.4日のみ）・寺島拓篤（2.3日のみ） 1日-2日OPEN/18:30 START/19:00 3日昼の部OPEN/13:30 START/14:00 夜の部OPEN/17:30 START/18:00 4日OPEN/17:30 START/18:00

- 米澤円主催「Venus Voice GIG （ヴィーナス・ボイス・ギグ）」
  - 2011年10月16日 渋谷GUILTY 出演：米澤円・野田順子・藤東知夏・井ノ上奈々・庄子裕衣

- PEACE$TONEレコ発イベント「ダブル・ファンタジー」
  - 2011年11月20日 Shibuya Milkyway 出演：PEACE$TONE、上野まな、大谷雅恵、ソネミ、野田順子&のだ一家2（Dr.JOSE、G.ABE〈阿部隆之〉、B.SOME〈染川裕紀〉）、Aell、MC/大入袋舞 OPEN：17:30/START：18:00

- Fairy Tale〜on Christmas day〜Twice
  - 2011年12月3日 下北沢MANDALAスローコメディファクトリー 出演：瀧本瞳、野田順子/大森竜司(Key) OPEN：18:30/START：19:00

- YOU&ME〜パワフル☆ライブ〜vol.24 イブイブアニソンスペシャル
  - 2011年12月23日 大阪・樟葉 Px9 cafe（ピーナイン・カフェ） 出演：Csli、山口満里奈、Rina。、SKETCH、Mary Angel、野田順子 OPEN：12:00/START：12:30

- Nodajun Birthday Party 2012
  - 2012年6月30日 高田馬場CLUB PHASE 出演：TEAM COPPEPAN（Vo.野田順子/B.斉藤昌人/Dr.河村 徹/G.酒井雅仁/Key.岩瀬聡志） ゲスト：前田ちあき 第一部：OPEN 14:30/START 15:00 第二部：OPEN 18:00/START 18:30

- Fairy Tale vol.4〜on summer day〜
  - 2012年8月25日 江古田マーキー 出演：瀧本瞳、野田順子/岩瀬聡志(Key) OPEN 18:00/START 18:30

- きもの秋の日 京音×京演×京POP LIVE
  - 2012年9月29日 京都・円山公園音楽堂 出演：秋人、池田聡、中西圭三、花＊花、野田順子、岩男潤子、妃月洋子、ミヤギマモル、関西VOJA OPEN 14:00/START 15:00

- 神楽月の唄
  - 2012年11月18日 江古田マーキー 出演：野田順子&吉井隆博(Ag)、宍戸留美 OPEN 18:00/START 18:30

- D-Quintet 番外編〜お母さんもいっしょ♪〜
  - 2012年12月22日 下北沢Com.Cafe音倉 出演：D-Quintet【小菅真美/高野直子/野田順子/前田ちあき/増田ゆき】 12:00 open/13:00 start

- Fairy Tale vol.5〜on spring day〜
  - 2013年3月20日 江古田マーキー 出演：瀧本瞳、野田順子/岩瀬聡志(Key) OPEN 17:00/START 17:30

- 東京音協創立50周年記念イベント「ゲームミュージック トリビュートライブ」Game Music Special Week ＠SHIBUYA
  - 2013年8月3日 渋谷公会堂 出演：[8/3出演バンド]古川もとあき、葉山宏治＆ブラザーズ、Blind Spot（ほぼS.S.T.Band）[8/3スペシャルゲストシンガー]金月真美、野田順子[スペシャルトークショー]高橋利幸（高橋名人）[総合MC]フジタ[MCアシスタント]持月玲依[ロビーイベントMC]大久保雅也、うさみともこ[キャンペーンガール]加藤遥 OPEN 12:45/START 13:30

- 第一回鎌倉じゃず祭
  - 2013年10月13日 鎌倉宮（大塔宮）薪能特設ステージ 出演：井上公平（篠笛）、丸山力巨(G)/牧野竜太郎(Vo)、林正樹(P)、徳澤青弦(Cello)、田中邦和(Sax)/小沼ようすけ(G)、KAI PETITE(G)/土岐麻子(Vo)with All Stars（※出演順）ナビゲータ：野田順子・牧野竜太郎 Opning Act：鎌倉市立開第二中学校吹奏楽部 OPEN 16:00/START 17:00

- Nodajun LIVE 2013 〜Debut 20th Anniversary〜
  - 2013年10月19日 高田馬場CLUB PHASE 出演：野田順子 & TEAM COPPEPAN（B.斉藤昌人/Dr.河村 徹/G.酒井雅仁/Key.岩瀬聡志） ゲスト：前田ちあき 第一部：OPEN 14:30/START 15:00 第二部：OPEN 18:00/START 18:30

- 即興芝居・第35回はい、どーも!『野田順子デビュー20周年記念スペシャル、タイソン大屋のはい、どーも!拝啓☆鶴瓶さん with しまむー』
  - 2013年11月24日 新代田・鯛Cafe 出演：タイソン大屋×嶋村みのり(pf)×野田順子 昼の部＊ミュージカル風スジナシ：OPEN 14:30/START 15:00 夜の部＊文学風スジナシ：OPEN 18:00/START 18:30

- Sister MAYO with カラテブラボーpresents『魔女っ子シスターズ Vol.6』
  - 2014年3月1日 渋谷 The GAME 出演：Sister MAYO with カラテブラボー、うちやえゆか、木ノ下ゆり、三姿舞、野田順子 OPEN 17:30/START 18:00

- ゲーム音楽DJイベント『スーパーギルガメッシュナイト』
  - 2014年5月10日 中野ヘビーシックゼロ 出演：（ゲスト）野田順子 START 15:00 END予定 21:00

- 駒沢ライブ・ハウス『STRAWBERRY FIELDS』presents!! リーディングシアター『STAR★TREC vol.1』
  - 2014年8月20日 駒沢ストロベリーフィールズ 出演：野田順子、櫻井みず穂・古田めぐみ・鈴山未彩・黒岩希未代・平野貴之・樋口一樹・藤井航平・小島督弘、演出:野田順子、制作統括：直井秀樹（ブレーメン） OPEN 18:00/START 19:00

- Fairy Tale vol.6〜Advent〜
  - 2014年11月22日 江古田マーキー 出演：瀧本瞳、野田順子/高野直子(Key)←注：同姓同名の声優さんではありません。OPEN 18:00/START 18:30

- TRICK or TREAT vol.11 Nodajun TALK&LIVE 〜fifty-fifty〜
  - 2015年5月2日 江古田マーキー 出演：野田順子 ゲスト：瀧本瞳、前田ちあき OPEN 18:00/START 18:30

- TRICK or TREAT vol.12
  - 2016年2月13日 新代田・鯛Cafe 出演：野田順子×嶋村みのり(pf) 第一部：OPEN 14:30/START 15:00 第二部：OPEN 18:00/START 18:30

- 23thはだしのコンサート2016（ビーチクリーンナップ「環境コンサート」）
  - 2016年6月5日 京丹後市網野町・琴引浜特設会場 出演：秋人、池田聡、ACE、中野督夫、野田順子、和太鼓ドン、Hula Lehua、ピーナッツ START 12:00（イベントは9:00〜）

- 『はっつぁん祭2016』〜加賀八郎メモリアルチャリティーLIVE vol.3〜
  - 2016年7月2日 下北沢ReG 出演：綾和也、池沢理美、江川ほーじん、江崎哲朗、衛藤浩一、奥沢明雄、鍵山稔、岸本一遥、首藤晃志、須貝直人、須藤祐、千葉“団長”孝、寺内茂、野口“JABBA”久和、長谷川友二、はんだすなお、ファンキー末吉、三井雅弘、武藤富士雄、山際祥子、吉田宏治、和佐田達彦（アイウエオ順）…and more… OPEN 18:30/START 19:00

- かいじゅうたべな?
  - 2016年7月18日 江戸川橋・絵空箱 出演：木部佳菜絵、志藤彩那、野田順子 第一部：OPEN 15:45/START 16:00 第二部：OPEN 18:15/START 18:30

- Fairy Tale vol.7〜Everlasting〜
  - 2016年12月24日 下北沢Com.Cafe音倉 出演：瀧本瞳、野田順子、嶋村みのり(pf)、ゲスト：福田牧子(Vn) OPEN 12:30/START 13:00

- ☆☆D-Quintet 6th LIVE☆☆ 五人囃子百花繚乱presents 『15周年過ぎたけど、勝手に祝いまSHOW!』
  - 2017年3月11日 恵比寿天窓.switch 出演：D-Quintet【小菅真美/高野直子/野田順子/前田ちあき/増田ゆき】 ゲスト：本井えみ/私市淳 昼の部：OPEN 14:30/START 15:00 夜の部：OPEN 18:00/START 18:30

- So.So.Song
  - 2017年4月23日 大阪・大正ライブ&カフェバー・ヒトヒラ 出演：西岡健(pf、key)、野田順子(vo.) OPEN 18:00/START 19:00

- 24thはだしのコンサート2017〜貴方の拾ったゴミが入場券〜「20年目のありがとう。〜ナホトカ号重油事故からの歩み〜」
  - 2017年6月4日 京丹後市網野町・琴引浜特設会場 出演：秋人、池田聡、ACE、中野督夫、アルケミスト、野田順子、山元サトシfromキッサコ、和太鼓ドン、Hula Lehua、京都府警、ピーナッツ START 12:00（イベントは9:00〜）

- 朗読&トークライブ 倉田雅世&ゆきのさつき「せくしー&ぐらまー☆すまいる2」夜:ぐらまーソングの回
  - 2017年7月15日 下北沢Com.Cafe音倉 出演：倉田雅世、ゆきのさつき ゲスト：野田順子 OPEN 17:30/START 18:00

- TRICK or TREAT vol.13 〜petit ぷちっと〜
  - 2017年10月22日 南阿佐ヶ谷Bar BROCK 出演：野田順子 OPEN：16:30/START：17:00

- 秋人&野田順子ジョイントライブ「アキノヨナガ」
  - 2017年11月12日 尼崎市園田コミュニティスペース・ファンズ 出演：秋人、野田順子with西岡健(key) OPEN：16:30/START：17:00

- ☆☆☆D-Quintet 7th LIVE☆☆☆ 『京橋はええとこだっせ! D5ライブがおまっせー♪』
  - 2017年12月9日 大阪京橋ライブハウスARC 出演：D-Quintet【小菅真美/高野直子/野田順子/前田ちあき/増田ゆき】 昼の部：OPEN：14:30/START：15:00 夜の部：OPEN：18:00/Start：18:30

- 怪し会〜拾〜
  - 2018年3月28日-4月2日 江戸川区鹿骨・真言宗豊山派もっとい不動密蔵院 出演：茶風林（28-29.31-2）・伊藤美紀（29-1昼）・大本眞基子（28.31）・岡田康平・小笠原早紀（28-29.31夜）・北川里奈（1）・近藤隆（31）・志乃宮風子（31昼.1夜）・清水愛（31昼.1夜）・武虎（28.31-2）・谷口悠・恒松あゆみ（1-2）・鶴岡聡・中原麻衣（30-31昼）・野田順子（28-29）・能登麻美子（1）・肘岡拓朗・藤東知夏（30.1-2）・水落幸子（28-29.31夜-1昼.2）・山崎和佳奈（28-29.31夜.2）・渡谷美帆（31.1夜）（50音順） 28日-30日OPEN/18:30 START/19:00 31-1日昼の部OPEN/12:30 START/13:00 夜の部OPEN/17:30 START/18:00 2日OPEN/17:30 START/18:00

- Fairy Tale vol.8〜Princess' time〜
  - 2018年5月13日 下北沢Com.Cafe音倉 出演：瀧本瞳、野田順子、嶋村みのり(pf)、ゲスト：大畠英人(Ten)、福田牧子(Vn) OPEN 17:30/START 18:00

- 25thはだしのコンサート2018 Save the Earth!!〜マイクロプラスチックから地球を救え〜「貴方の拾ったゴミが入場券です!」
  - 2018年6月3日 京丹後市網野町・琴引浜特設会場 出演：秋人、ACE、アルケミスト、山元サトシfromキッサコ、野田順子、和太鼓DON、Hula Lehua、parteporte、ピーナッツ（MC） START 13:00（イベントは9:00〜）

- Summer ジングルウィーク Live! Do You KYOTO?
  - 2018年7月13日 ゼスト御池 河原町広場 出演：平山みき、秋人、野田順子、まちゃみダンスサークル、あらい舞、古賀智子（司会） START 15:00（イベントは12:00〜）

- 和田光司 三回忌追悼ライブ「不死蝶（バタフライ）よ永遠に」 -We Love DiGiMONMUSiC- ［第2部］
  - 2018年8月30日 Zepp Tokyo 出演：宮﨑歩、AiM、Hassy、WILD CHILD BOUND as 藤重政孝、Sammy、IKUO、yukiko（MiyuMiyu）、サイキックラバー、田光マコト（The PERMANENTS）、木村茉友子 with UZA、渡部チェル、千綿ヒデノリ、太田美知彦 特別ゲスト：野田順子、高橋直純 START 19:00

- Nodajun Debut 25th Anniversary Acoustic LIVE〜略してNDAA〜
  - 2018年9月23日 江古田マーキー 出演：野田順子、福田牧子(Vn)、石渡裕貴(E.Pf.)、ゲスト：瀧本瞳 OPEN 16:00/START 16:30

- 26thはだしのコンサート2019 Save the Earth!!〜マイクロプラスチックから地球を救え〜「貴方の拾ったゴミが入場券です!」
  - 2019年6月2日 京丹後市網野町・琴引浜特設会場 出演：秋人、ACE、アルケミスト、野田順子、Happy3days、和太鼓DON、HulaLefua、parteporte、ピーナッツ（MC） START 13:00（イベントは9:00〜）

- 28thはだしのコンサート2023 ″The Final”〜貴方の拾ったゴミが入場券〜
  - 2023年6月4日 京丹後市網野町・琴引浜特設会場 出演：秋人、ACE、アルケミスト、野田順子、伊藤直輝、和太鼓DON、HulaLefua、ピーナッツ（MC） START 13:00（イベントは9:00〜）

- Nodajun Debut 30th Anniversary LIVE〜TM2☆25〜
  - 2024年3月16日 高田馬場CLUB PHASE 出演：野田順子、野中"まさ"雄一（Key）、清水アツヨシ（G）、蓮池正治（B）、小島"じんぼちゃん"億洋（Dr）、ゲスト：高橋直純、BANBANBAN山本正剛 START 昼の部：15:00、夜の部：18:30

- 和田光司トリビュートライブ2025 〜不死蝶(バタフライ)よ永遠に〜
  - 2025年1月5日 Zepp DiverCity TOKYO 出演：井ノ上奈々、UZA、AiM、遠藤正明、太田美知彦、影山ヒロノブ、風間勇刀、片山福十郎、坂本千夏、白井裕紀、高橋直純、高橋広樹、竹内順子、野田順子、ボルケーノ太田、宮崎歩 OPEN16:00/START17:00

- Nodajun LIVE「Bar・パンダ vol.1〜開店〜」
  - 2025年3月20日 京都祇園PickUp 出演：野田順子、星山啓一(pf) 昼の部：OPEN15:00/START15:30、夜の部：OPEN18:30/START19:00

- Nodajun LIVE 2025〜Shine in the Sun〜
  - 2025年6月22日 高田馬場CLUB PHASE 出演：野田順子、野中"まさ"雄一（Key）、清水アツヨシ（G）、蓮池正治（B）、小島"じんぼちゃん"億洋（Dr） 昼の部：OPEN14:30/START15:00、夜の部：OPEN18:00/START18:30

## 出演
太字はメインキャラクター。

### テレビアニメ
1994年
- ツヨシしっかりしなさい（女子大生B、女子大生A）
- ママレード・ボーイ（女子生徒、女生徒B）
- 蒼き伝説シュート!（女の子）

1995年
- 空想科学世界ガリバーボーイ（子供のジュドー）
- キテレツ大百科（男の子）
- ママはぽよぽよザウルスがお好き（綾小路いち〈2代目〉）
- ご近所物語（1995年 - 1996年、女子生徒、男の子、女の子）
- SLAM DUNK（女生徒）
- ロミオの青い空（男の子）
- 世界名作童話シリーズ ワ〜ォ!メルヘン王国（人魚姫の姉たち） - 未放送話

1996年
- ゲゲゲの鬼太郎（第4作）（1996年 - 1997年、弟、少年、子供A、子供B、直也、マサミ、兄、剛の母、子河童、女性強盗、進ノ介、真奈美、男の子）
- 名犬ラッシー（メアリー、マリーナ）
- ちびまる子ちゃん（みゆきちゃん）
- 美少女戦士セーラームーンセーラースターズ（少年）
- スレイヤーズNEXT（ミワン）
- 家なき子レミ（男の子）

1997年
- 地獄先生ぬ〜べ〜（忘田多郎）
- スーパーフィッシング グランダー武蔵（1997年 - 1998年、まさる、選手C） - 2シリーズ
- 中華一番!（少年時代のレオン / 幼いレオン）
- 超魔神英雄伝ワタル（ナビ）
- 烈火の炎（1997年 - 1998年、最澄、犬子、崩）

1998年
- ロードス島戦記-英雄騎士伝-（アーティン、ディードリット〈2代目〉）
- センチメンタルジャーニー（唯）
- ドクタースランプ（美女、少年千兵衛）
- ロスト・ユニバース（スタン）
- 遊☆戯☆王（子供、小学生）
- 爆走兄弟レッツ&ゴー!! MAX（服部竜平）
- 快傑蒸気探偵団 TV ANIMATION SERIES（シャオ）
- 魔術士オーフェン（幼少時のハーティア）
- 聖ルミナス女学院（生徒D）
- 彼氏彼女の事情（井沢真秀、宮沢洋之〈幼少時〉）
- 超速スピナー（1998年 - 1999年、木村ベソ、少年）

1999年
- ゴクドーくん漫遊記（女神）
- ザックとアニーの冒険（アニー）
- セイバーマリオネットJtoX（小峰）
- G.T.O.（1999年 - 2000年、相沢雅、女、看護婦、女子、女生徒）

2000年
- ジバクくん（ルーシー）
- キョロちゃん（タナカ娘）
- だぁ!だぁ!だぁ!（夜星流）
- デジモンアドベンチャー02（2000年 - 2001年、ブイモン / チビモン / チコモン / フレイドラモン / ライドラモン / マグナモン / エクスブイモン / パイルドラモン / インペリアルドラモン、倉田けいこ、ホイ三兄弟次男）
- BOYS BE…（鷹野みずき）
- ラブひな（2000年 - 2001年、紺野みつね） - 1シリーズ + 特別編2作品
- ONE PIECE（2000年 - 2025年、たしぎ、カッパ、フランキー〈少年期〉、ハルタ）

2001年
- だいすき!ぶぶチャチャ（ヒョウくん）
- 犬夜叉（2001年 - 2002年、末吉、ブンザ）
- ののちゃん（2001年 - 2002年、キクチくん、近藤先生）
- ジャングルはいつもハレのちグゥ（乗務員）
- ガイスターズ FRACTIONS OF THE EARTH（少年ディーン）

2002年
- ロックマンエグゼ　シリーズ（2002年 - 2006年、色綾まどい、アイスマン、メイドD） - 5シリーズ
- 東京ミュウミュウ（2002年 - 2003年、藤原ざくろ / ミュウザクロ、マシャ）
- アベノ橋魔法☆商店街（山本ぎん）
- 東京アンダーグラウンド（シャルマ・ルフィス）
- 十二国記（幼少の卓、女仙）
- 灰羽連盟（レキ）

2003年
- わがまま☆フェアリー ミルモでポン!（コロロ）
- ガンパレード・マーチ 〜新たなる行軍歌〜（加藤祭）
- LAST EXILE（ディーオ・エラクレア）
- 探偵学園Q（2003年 - 2004年、由利絵 / ミス・ユリエ、本田圭子、高村渚、看護師）
- フルメタル・パニック?ふもっふ（日向柾民）
- まぶらほ（2003年 - 2004年、伊庭かおり）
- ヤミと帽子と本の旅人（ラムロ・ライン）

2004年
- モンキーターン（生方澄） - 2シリーズ
- 名探偵コナン（2004年 - 2008年、沼田婦警〈初代〉、三井圭一、本堂瑛祐）
- MEZZO -メゾ-（朝倉麻杏、M-ANON9993）
- 光と水のダフネ（ミリィ）
- 最遊記RELOAD GUNLOCK（大河）
- DAN DOH!!（風間竜二、岩崎千春、ダンドーの母）
- キン肉マンII世（2004年 - 2006年、ジャクリーン・マッスル） - 2シリーズ
- 爆裂天使（子供A、レディースB）
- BLEACH（2004年 - 2012年、有沢たつき、舜桜）
- MONSTER（2004年 - 2005年、フリッツ、ミハル、子供C）
- メジャー（2004年 - 2010年、星野桃子 / 茂野桃子、沢村の友人） - 6シリーズ

2005年
- DIGITAL MONSTER X-evolution（マグナモン）
- 極上生徒会（金城奈々穂）
- 英國戀物語エマ（若い頃のケリー・ストウナー）
- ケロロ軍曹（2005年 - 2007年、カララ）
- ぺとぺとさん（楠由良々）
- ガン×ソード（ジョシュア・ラングレン）

2006年
- おでんくん（イチロー）
- 落語天女おゆい（内藤晶）
- Fate/stay night（衛宮士郎〈幼少期〉）
- クレヨンしんちゃん（2006年 - 2017年、レポーター、けんすけ、メグミ、お姉さん）
- Strawberry Panic（六条深雪）
- エンジェル・ハート（福留裕司〈幼少〉）
- BLOOD+（司書）
- ブラック・ジャック21（ヒュー・モーガン）
- Project BLUE 地球SOS（記者）
- ラブゲッCHU 〜ミラクル声優白書〜（新庄アキラ）
- xxxHOLiC（百合）
- オーバン・スターレーサーズ（2006年 - 2007年、モリー / エヴァ・ウェイ）
- 少年陰陽師（2006年 - 2007年、もっくん）
- ちょこッとSister（石田翔子）

2007年
- 祝!(ハピ☆ラキ)ビックリマン（正太）
- おねがいマイメロディ 〜くるくるシャッフル!〜（サトル）
- 出ましたっ!パワパフガールズZ（ハヤト）
- 鋼鉄神ジーグ（柳生充子）
- 地球へ…（少年、男子生徒）
- 電脳コイル（原川玉子〈オバちゃん〉）

2008年
- イタズラなKiss（ノンちゃん〈木村ノブヒロ〉）
- ソウルイーター（2008年 - 2009年、ミーラ・ナイグス）

2010年
- 侵略!イカ娘（能面ライダー）

2011年
- GOSICK -ゴシック-（ジュリィ・ガイル、アレックス）
- スイートプリキュア♪（男の子）
- ラストエグザイル-銀翼のファム-（2011年 - 2012年、ディーオ・エラクレア）

2012年
- デジモンクロスウォーズ 〜時を駆ける少年ハンターたち〜（ショウタ）
- エウレカセブンAO（バーの女）
- 黒魔女さんが通る!!（大形京）
- Fate/Zero 2ndシーズン（衛宮士郎〈幼少期〉）
- エリアの騎士（大月さくら）
- スマイルプリキュア!（長靴ネコ妖精）

2013年
- トリコ（千輪）
- 踊り子クリノッペ（チビ子、美女、竜子）
- 超速変形ジャイロゼッター（御堂スジオ）

2014年
- 咲-Saki- 全国編（赤阪郁乃）
- ソウルイーターノット!（ミーラ・ナイグス）
- Fate/stay night [Unlimited Blade Works]（2014年 - 2015年、衛宮士郎〈幼少期〉） - 2シリーズ

2016年
- かみさまみならい ヒミツのここたま（2016年 - 2018年、ウケロー）

2018年
- HUGっと!プリキュア（2018年 - 2019年、ハリハム・ハリー〈妖精体〉）
- パレットアイランド（ポチ、アリア）
- メジャーセカンド（2018年 - 2020年、茂野桃子） - 2シリーズ
- かくりよの宿飯（太一）

2020年
- 呪術廻戦（吉野凪）

2021年
- ドラえもん（テレビ朝日版第2期）（のび吉）

2023年
- BLEACH 千年血戦篇（2023年 - 2024年、有沢たつき） - 2シリーズ

2024年
- ふしぎ駄菓子屋 銭天堂（俊郎〈幼少〉）

2025年
- 俺は星間国家の悪徳領主!（ダーシー）

### 劇場アニメ
1998年
- がんばれゴエモン 地球救出大作戦（ニャンコ）

2000年
- デジモンアドベンチャー3D デジモングランプリ!（ブイモン）
- デジモンアドベンチャー02 デジモンハリケーン上陸!!/超絶進化!!黄金のデジメンタル（ブイモン）

2001年
- デジモンアドベンチャー02 ディアボロモンの逆襲（ブイモン）
- キン肉マンII世（ケン助）

2002年
- シックス・エンジェルズ（テレシコワ）

2005年
- 映画 ふたりはプリキュア Max Heart（オーバル）

2007年
- ONE PIECE エピソードオブアラバスタ 砂漠の王女と海賊たち（カッパ）
- 大ちゃん、だいすき。（航）
- ヱヴァンゲリヲン新劇場版:序（オペレーター）

2008年
- 劇場版MAJOR メジャー 友情の一球（茂野桃子）

2009年
- ヱヴァンゲリヲン新劇場版:破（オペレーター）

2012年
- ヱヴァンゲリヲン新劇場版:Q（オペレーター）

2016年
- ラストエグザイル-銀翼のファム- Over The Wishes（ディーオ・エラクレア）

2017年
- 劇場版 Fate/kaleid liner プリズマ☆イリヤ 雪下の誓い（衛宮士郎〈幼少期〉）

2018年
- 映画 プリキュアスーパースターズ!（ハリハム・ハリー）
- 映画 HUGっと!プリキュア♡ふたりはプリキュア オールスターズメモリーズ（ハリハム・ハリー）

2019年
- 映画 プリキュアミラクルユニバース（ハリハム・ハリー）
- ONE PIECE STAMPEDE（たしぎ）

2020年
- デジモンアドベンチャー LAST EVOLUTION 絆（ブイモン）
- 映画 プリキュアミラクルリープ みんなとの不思議な1日（ハリハム・ハリー）

2023年
- デジモンアドベンチャー02 THE BEGINNING（ブイモン）

### OVA
1995年
- BE-BOP-HIGHSCHOOL（女子大生）
- ジャイアントロボ外伝 〜青い瞳の銀鈴（子供A）

1996年
- 湘南爆走族（吉村さん）
- ようちえん戦隊げんきっず（ジュリアーナ）

1998年
- 火宵の月 〜秋狂言〜（土御門有匡〈少年期〉）

2000年
- 伊藤潤二恐怖マンガCollection・富江「なめくじ少女」（利恵）

2001年
- Sheeep（ヒデちゃん）
- ふしぎ遊戯 -永光伝-（榊真夜）
- ラブひな（紺野みつね）

2002年
- ラブひな Again（紺野みつね）
- ジェネレーションオブカオスNEXT（エリル）

2003年
- 名探偵コナン コナンと平次と消えた少年（守口智）

2004年
- BLEACH memories in the rain（有沢たつき）
- Re:キューティーハニー（秋夏子）

2005年
- アンパンマンとはじめよう! 生活ステップ1 元気100倍! みんなの1にち（シャボンダマン）

2007年
- やわらか三国志 突き刺せ!! 呂布子ちゃん（アスミ）

2009年
- 異世界の聖機師物語（アウラ・シュリフォン）
- ENGAGE（妲己）

2010年
- 装甲騎兵ボトムズ 幻影篇（キシレル・バートラー）
- MAJOR もう一つの最終回（茂野桃子）
- ONE PIECE FILM STRONG WORLD EPISODE:0（カティ・フラム）

2011年
- MAJOR ワールドシリーズ編 夢の瞬間へ（茂野桃子）

### Webアニメ
- 衛宮さんちの今日のごはん（2018年、蛍塚音子、衛宮士郎〈幼少期〉）

### ゲーム
1994年
- レッスルエンジェルス3（ボンバー来島、長谷川美由紀）
- レッスルエンジェルスSPECIAL（ジャニス＝クレア）

1995年
- スーパーボンバーマン ぱにっくボンバーW
- 東京ダンジョン（スマイル）
- レッスルエンジェルス DOUBLE IMPACT（長谷川美由紀、井上美香、エル・ドレック）

1996年
- フェーダ・リメイク 〜エンブレム・オブ・ジャスティス〜（トム・ウッドランド）

1997年
- スーパーリアル麻雀P7（朝比奈百合奈）
- Hop Step あいどる☆（田村浩平）
- メタルエンジェル3（仲瀬エリ / コンドル）
- 惑星攻機隊りとるキャッツ（軍医）

1998年
- 英雄志願 -Gal Act Heroism-（シンディ）
- OverBlood 2（ジョージ、オードリー、ルーキ、ナビ、カレン）
- dancing blade かってに桃天使! / II 〜Tears of Eden〜（1998年 - 1999年、ハチク） - 2作品
- デストレーガ（レウス）
- どきどきON AIR（小林勇樹）
- どきどきポヤッチオ（マリン）
- NOON（餓鬼丸）
- はいぱぁセキュリティーズ2（婦警B）
- はたらく☆少女 てきぱきワーキン・ラブ（イルカ、女の子）
- ブシドーブレード弐（琴村嬢）
- 遊☆戯☆王 モンスターカプセル ブリード&バトル（海馬モクバ）

1999年
- 聖少女艦隊バージンフリート（梅見赤人）
- ときめきメモリアル2（陽ノ下光）
- ラクガキショータイム（ピータン、ゴッドハンド）
- ロビット・モン・ジャ（ドリルちゃん）

2000年
- テイルズ オブ エターニア（チャット、セルシウス）
- ときめきメモリアル2 Substories Dancing Summer Vacation（陽ノ下光）
- ブラッディロア3（バクリュウ）
- ヘキサムーン・ガーディアンズ（葦浦弥生）
- ラブひな 愛は言葉の中に（紺野みつね）
- ラブひな2 〜言葉は粉雪のように〜（紺野みつね）
- ラブひな 突然のエンゲージ・ハプニング（紺野みつね）

2001年
- 犬夜叉（末吉）
- 決戦II（黄月英、虎稚、曹操〈子供時代〉）
- サモンナイト2（ビーニャ、ケルマ）
- セガガガ（瀬賀太郎、お姉さん、看護婦）
- デジモンテイマーズ バトルエボリューション（ブイモン）
- ときめきメモリアル2 Substories Memories Ringing On（陽ノ下光）
- ときめきメモリアル2 Substories Leaping School Festival（陽ノ下光）
- ときめきメモリアル2 対戦ぱずるだま（陽ノ下光）
- From TV animation ONE PIECE グランドバトル!（たしぎ）
- From TV animation ONE PIECE とびだせ海賊団!（たしぎ）
- ラブひな スマイル・アゲイン（紺野みつね）
- ルナティックドーン テンペスト（ヒーロー）

2002年
- イノセントティアーズ（橘美樹、橘真樹）
- コワイシャシン 〜心霊写真奇譚〜（緋織）
- サーヴィランス 監視者（アマンダ・グレイス）
- 三國志戦記（孫尚香）
- GENERATION OF CHAOS Next 〜失われし絆〜（エリル）
- 東京ミュウミュウ 登場新ミュウミュウ!みんないっしょにご奉仕するにゃん♥（藤原ざくろ / ミュウザクロ、マシャ）
- テイルズ オブ ザ ワールド なりきりダンジョン2
- テイルズ オブ ファンダム Vol.1（チャット、セルシウス）
- パックマンワールド2（インキー）
- From TV animation ONE PIECE グランドバトル!2（たしぎ）
- From TV animation ONE PIECE トレジャーバトル!（たしぎ）
- ラブ★スマッシュ!（呉美齢）
- リーヴェルファンタジア〜マリエルと妖精物語〜（アルフレッド）

2003年
- 一撃殺虫!!ホイホイさん（ホイホイさん〈ヒロイン声〉）
- ガーディアンエンジェル（エステル・ディライト）
- サモンナイト3（オニビ、パナシェ、ケルマ）
- 三國志戦記2（孫尚香）
- 信長の野望 Online（女性PC3、PC5、PC7）
- ときめきメモリアル2タイピング（陽ノ下光）
- From TV animation ONE PIECE オーシャンズドリーム!（たしぎ）
- ラブ★スマッシュ!5 〜テニスロボの反乱〜（呉美齢）
- ラブひな ご〜じゃす（紺野みつね）
- ロックマンエグゼ トランスミッション（アイスマン）
- ONE PIECE グランドバトル! 3（たしぎ）

2004年
- 桜坂消防隊（朝倉沙耶）
- 新天魔界 ジェネレーション オブ カオスIV（エリス）
- デジモンバトルクロニクル（ブイモン）
- 信長の野望オンライン 飛龍の章（女性PC3、PC5、PC7）
- マグナカルタ（キャリアン・ローラ）
- ラクガキ王国2 魔王城の戦い（ピクセル）
- 烈火の炎 FINAL BURNING（命、ミルク、崩、塁）

2005年
- 極上生徒会（金城奈々穂）
- 真・三國無双4（星彩）
- 真・三國無双4 猛将伝（星彩）
- テイルズ オブ ザ ワールド なりきりダンジョン3
- 天地の門（エイゲン）
- ロックマンX8（ルミネ）
- ONE PIECE グラバト! RUSH（たしぎ）

2006年
- サモンナイト4（パナシェ）
- 真・三國無双4 Empires（星彩）
- 信長の野望オンライン 破天の章（女性PC3、PC5、PC7、PC14、女性NPC2）
- Strawberry Panic!（六条深雪）
- レッスルエンジェルス SURVIVOR（ボンバー来島、柳生美冬）

2007年
- 少年陰陽師 翼よいま、天へ還れ（もっくん）
- 神曲奏界ポリフォニカ Memories White（マーヴェラス・キーラ）
- 真・三國無双Online（星彩、PCキャラ情熱派）
- Fate/stay night [Réalta Nua]（士郎〈幼少期〉、女子生徒D 他）
- BLEACH DS2nd 黒衣ひらめく鎮魂歌（有沢たつき）
- 無双OROCHI（星彩）

2008年
- 幻想水滸伝ティアクライス（アトリ）
- 信長の野望オンライン 争覇の章（女性PC3、PC5、PC7、PC14、女性NPC2）
- 無双OROCHI 魔王再臨（星彩）
- レッスルエンジェルス SURVIVOR 2（ボンバー来島、柳生美冬）

2009年
- ソウルイーター バトルレゾナンス（ナイグス）
- テイルズ オブ ザ ワールド レディアント マイソロジー2（チャット）
- テイルズ オブ バーサス（チャット）※ミニゲーム「Tales of WALL BREAKER」のみ
- 無双OROCHI Z（星彩）

2010年
- 東京鬼祓師 鴉乃杜學園奇譚
- 信長の野望オンライン 新星の章（女性PC3、PC5、PC7、PC14、女性NPC2）
- ONE PIECE ギガントバトル!（たしぎ）
- ONE PIECE ワンピーベリーマッチW（たしぎ）

2011年
- 真・三國無双6（星彩）
- 真・三國無双6 Special（星彩）
- 真・三國無双6 猛将伝（星彩）
- テイルズ オブ ザ ワールド レディアント マイソロジー3（チャット、セルシウス）
- 無双OROCHI2（星彩）
- ONE PIECE ギガントバトル! 2 新世界（たしぎ）

2012年
- 真・三國無双 NEXT（星彩）
- NEWラブプラス（陽ノ下光）
- 信長の野望オンライン 鳳凰の章（女性PC3、PC5、PC7、PC14、女性NPC2）
- 無双OROCHI2 Special（星彩）
- 無双OROCHI2 Hyper（星彩）

2013年
- 真・三國無双7（星彩）
- 真・三國無双7 猛将伝（星彩）
- トリコ グルメガバトル!（千輪）
- 無双OROCHI2 Ultimate（星彩）
- メタルマックス4 月光のディーヴァ（レナ）
- リング☆ドリーム 女子プロレス大戦（アントラー山口）
- ONE PIECE アンリミテッドワールド レッド（たしぎ）

2014年
- Fate/hollow ataraxia（少年シロウ、蛍塚音子〈ネコ〉）
- 真・三國無双7 Empires（星彩）
- ONE PIECE 超グランドバトル! X（たしぎ）
- ONE PIECE ワンピースキングス（たしぎ）

2015年
- リング☆ドリーム 女子プロレス大戦（ホワイトフェイス）
- ワンピース 海賊無双3 / 4（2015年 - 2020年、たしぎ） - 2作品

2018年
- オーディンクラウン（コンル）
- 真・三國無双8（星彩）
- テイルズ オブ ザ レイズ（2018年 - 2019年、チャット、セルシウス）
- デジモンリアライズ（ブイモン）
- なりキッズパーク HUGっと!プリキュア（ハリハム・ハリー）

2019年
- ONE PIECE WORLD SEEKER（たしぎ）

2020年
- 海腹川背 BaZooKa!（マリン）

2021年
- 東京放課後サモナーズ（シュクユウ、スフィンクス）

2022年
- アークナイツ（ブラックナイト）

2023年
- ONE PIECE ODYSSEY（たしぎ）
- 共闘ことばRPG コトダマン（ブイモン）

2024年
- 呪術廻戦 戦華双乱（吉野凪）

### ドラマCD
1993年
- 恋愛イリュージョン（生徒A）※声優デビュー作

1994年
- 夢幻の肖像シリーズ1 義経〜桜花の残影（おもかげ）〜（ガヤ）

1995年
- アニメイトカセットコレクション49 ロミオの青い空 A面：モントバーニ家の亡霊（ルチアーナ）

1996年
- エルフを狩るモノたち ドラマCD Vol.2（子供A）
- 黒髪のキャプチュード ドラマCD Vol.1（トペ）
- 世界名作絵本8 (3)ねむりの森の姫（妖精）
- 天馬の血族外伝 天空をみたことがある（帝〈4歳〉）
- ボイス・チャレンジャー Vol.1 ―卒業編―（小野亜理沙）

1997年
- 究極パロディウス（オペレーター）
- スレイヤーズN>XT.（ねくすとら） (4)破壊神はつらいよ（ミワン）
- バイオハザード 〜マコバヴィレッジの惨劇〜（トビー）
- マネーアイドルエクスチェンジャー（ビル・バンク）

1998年
- 明智舞衣/My Angel（小林勇樹）
- 火宵の月（有匡〈少年期〉）
- 火宵の月 〜死反珠 まかるがえしのたま〜（有匡〈少年期〉）
- センチメンタルグラフティVI 〜思い出のスクールデイズ(2)〜（佐倉えり子）
- バイオハザード 〜運命のラクーンシティ〜（ケン）
- フレンズ 〜青春の輝き〜 Dear My Memories（女友達）
- ロードス島戦記 -英雄騎士伝- ドラマアルバム(1)（リーネ）

1999年
- アイドル探偵You&My 〜天使の休息〜（小林勇樹）
- 彼氏彼女の事情 アクト・ゼロ（井沢真秀）
- サンパギータ ザ・ドラマCD（ボーイ〈少年〉）
- テイルズ オブ デスティニー プルースト フォーゴットンクロニクル（クリス・カトレット、ウェイトレス）
- バック グランド メッセージ Vol.6 そしてみんなさようなら
- バック グランド メッセージ Vol.8 淡いあの日のひととき
- バック グランド メッセージ Vol.9 凍りつく夜の幻影
- バック グランド メッセージ Vol.10 現実と未来の夢物語
- バック グランド メッセージ Vol.11 永遠の約束への序章

2000年
- 天使禁猟区 星幽界編（ヘイディーズ）-2 蒼穹哀歌（レクイエム・コバルト）（ノイズ、子供1、神巫女1）
- 天使禁猟区 星幽界編（ヘイディーズ）-3 疾風未来（フューチャー・ブリーズ）（ノイズ）
- 天使禁猟区 地獄編（ジャハンナ）-1 天地恋歌（エンドレス・ラヴソング）（ノイズ）
- ときめきメモリアル2シリーズ 全10巻（陽ノ下光）
- ラブひな 3部作（紺野みつね）

2001年
- テイルズ オブ エターニア -LEVEL THREE-（チャット）
- テイルズ オブ エターニア -LEVEL FOUR-（チャット）
- テイルズ オブ エターニア -FINAL LEVEL-（チャット）
- デジモンアドベンチャー02 未知へのアーマー進化（ブイモン）
- デジモンアドベンチャー02 夏への扉（チビモン）
- 天使禁猟区 地獄編（ジャハンナ）-2 魔界饗宴（ダーク・フィエスタ）（ノイズ、ナレーション）
- 天使禁猟区 創造界偏（ベリアー）-1 星秤愛流（ジャッジ・フォー・ラヴ）（ノイズ、天使2、乗務員）
- よろず屋東海道本舗 オリジナルドラマCD（緋村深久）

2002年
- キノの旅 -the Beautiful World-（エルメス）
- テイルズ オブ エターニア Labyrinth 〜forget-me-not〜 上下巻（チャット）
- テイルズリングアーカイブ EPIC ONE 〜英雄の帰還〜（チャット）
- 東京アンダーグラウンド ドラマCD(1)（シャルマ・ルフィス）
- 東京アンダーグラウンド ドラマCD(3)（シャルマ・ルフィス）
- ドラゴン・パーティ 〜巨龍覚醒〜（立花瑠璃香）
- 百鬼夜行抄 〜凍える影が夢見るもの〜（尾白、安達透の母）
- WILD ADAPTER 02（大久保沙織）

2003年
- ガンパレード・マーチ 〜新たなる行軍歌〜 DRAMA CD 全4巻（加藤祭）
- ガンパレード・マーチ 〜新たなる行軍歌〜 SPECIAL 全2巻（加藤祭）
- 花よりも花の如く THE「NOH」CD（有塔）
- 百鬼夜行抄 〜闇からの呼び声〜（尾白）
- 百鬼夜行抄 〜不老の壺〜（尾白、式根明子）
- ヤミと帽子と本の旅人 エンディングテーマ「永遠の祈りを捧げて」（ラムロ・ライン）

2004年
- 死と彼女とぼく（時野ゆかり）
- DAN DOH!! CDドラマ SMILE SHOT!（風間竜二、岩崎千春）
- 破天荒遊戯（ヴィク）
- ヤミと帽子と本の旅人 Extra Book 全2巻（ラムロ・ライン）

2005年
- ガン×ソード バラエティ・アルバム「いつだって波乱ヴァン丈」（ジョシュア・ラングレン）
- 高校デビュー（長嶋晴菜）
- 極上生徒会 極上ドラマ&極上サウンドトラック 全2巻（金城奈々穂）

2006年
- 終わりのクロニクル（黒猫）
- 彼氏彼女の事情 メモリアルドラマCD FINAL ACT（井沢真秀）
- ガン×ソード エピソード＋（ジョシュア・ラングレン）
- The MANZAIシリーズ 全3巻（森口京美）
- 少年陰陽師 番外編 〜うつつの夢に鎮めの歌を〜（もっくん〈二代目〉）
- 少年陰陽師 天狐編 全3巻（もっくん〈二代目〉）
- Strawberry Panic ミアトル編（六条深雪）
- 百鬼夜行抄 〜返礼〜（尾白）
- 百鬼夜行抄 〜夏の手鏡〜（尾白）

2007年
- Strawberry Panic ル・リム編（六条深雪）
- ドキドキレンアイ（桜田美鈴）
- 妄想少女オタク系 全2巻（ナレーション）

2010年
- 東京鬼祓師 鴉乃杜學園奇譚 第壱巻（幸徳路要）
- Sound Drama Fate/Zero Vol.4 -煉獄の炎-（衛宮士郎〈幼少期〉）
- 柚子ペパーミント（紅葉青）

### 吹き替え

#### 映画
- がんばれ!ルーキー（イディス）※VHS版
- クルタ/夢大陸の子犬 ※VHS版

#### テレビドラマ
- 素晴らしき日々（女の子、DJ）
- 新・上海グランド（アディー）※テレビ東京版

#### 人形劇
- きかんしゃトーマス（子供たち、手紙をくれた女の子）

### イベント
1999年
- 「東京ゲームショウ1999秋」内TGSナビプラザブース「ときめきメモリアル2プレミアムライブ」
  - 1999年9月19日 幕張メッセ国際展示場ホール
  - 出演：野田順子、鳥井美沙、村井かずさ、田村ゆかり、MC/三嶋章夫（キングレコード）

- 「勇気の神様」発売記念イベント
  - 1999年12月22日 SHIBUYA TSUTAYA
  - 出演：野田順子、MC/三嶋章夫（キングレコード）

- 20世紀アニメ紅白歌合戦
  - 1999年12月27日 日本武道館 開演16:00
  - 出演：荘口彰久、麻績村まゆ子、山本麻里安、水木一郎、松本梨香、三重野瞳、緒方恵美、岩男潤子、堀江美都子、金月真美、野田順子、飯塚雅弓、KAORI、米倉千尋

- 20世紀アニメ紅白歌合戦 打ち上げ大放送＆二次会
  - 1999年12月27日 品川インターシティホール 開場 20:30 開演 21:00
  - 出演：荘口彰久、麻績村まゆ子、山本麻里安、金月真美、野田順子、三重野瞳、米倉千尋、KAORI

2000年
- コミックスイメージアルバム「ラブひな」発売記念「お披露目オフ会」
  - 2000年1月30日 池袋サンシャインシティ噴水広場 開場14:00 開演15:00
  - 出演：堀江由衣、倉田雅世、浅川悠、高木礼子、野田順子、林原めぐみ、（ゲスト）赤松健、MC/上田祐司、大月俊倫プロデューサー

- AM KOBE「太紀ともゆのここは大江戸神楽坂」公開録音
  - 2000年2月5日 神楽坂・青二ミュージアム 開演15:30
  - 出演：松野太紀、有島もゆ、（ゲスト）野田順子

- 「ときめきメモリアル2」エモーショナル・ボーカル・スペシャル2000〜名古屋
  - 2000年3月25日 名古屋・テレピアホール 開場15:30 開演16:00
  - 出演：野田順子、前田千亜紀、田村ゆかり、鳥井美沙（兼MC）、MC/三嶋章夫（キングレコード）

- 「ときめきメモリアル2」エモーショナル・ボーカル・スペシャル2000〜大阪
  - 2000年3月26日 エル・おおさか 開場14:30 開演15:00
  - 出演：野田順子、前田千亜紀、田村ゆかり、鳥井美沙（兼MC）、MC/三嶋章夫（キングレコード）

- 「ときめきメモリアル2」エモーショナル・ボーカル・スペシャル2000〜東京
  - 2000年3月28日 板橋区立文化会館大ホール 開場17:30 開演18:30
  - 出演：野田順子、前田千亜紀、田村ゆかり、高野直子、橘ひかり、鳥井美沙（兼MC）、MC/三嶋章夫（キングレコード）

- 「CLUB db」公開録音
  - 2000年8月5日 大阪・高槻現代劇場 開場16:00 開演16:30
  - 出演：桑島法子、（ゲスト）野田順子、MC/三嶋章夫（キングレコード）

- LOVE LIVE HINA 〜ひなたガールズが大阪な〜 ラブひな夏のオフ会
  - 2000年8月6日 Zepp OSAKA 開場17:30 開演18:30
  - 出演：堀江由衣、倉田雅世、浅川悠、野田順子、高木礼子、林原めぐみ、雪乃五月
  - （2000年11月22日ライブDVD発売）

- 「東京ゲームショウ2000秋」内ナムコブース「テイルズ オブ エターニア」ステージ
  - 2000年9月22日-24日 幕張メッセ国際展示場ホール 22日13:00-15:00 23日-24日10:00-12:00
  - 出演：野田順子（全日）、磯部弘、稲田徹（以上22日のみ）、皆口裕子、保志総一朗（以上23日-24日）

- LOVE LIVE HINA encore 〜ひなたガールズが東京な〜
  - 2000年10月8日 渋谷ON AIR EAST 開場17:30 開演18:30
  - 出演：堀江由衣、倉田雅世、浅川悠、野田順子、高木礼子、林原めぐみ、雪乃五月

- ときめきメモリアルライブ2000秋
  - 2000年10月29日 中野サンプラザ 開演14:30
  - 出演：野田順子、高野直子、橘ひかり、村井かずさ、メタルユーキ、MC/三嶋章夫（キングレコード）

2001年
- ESアワーイベントのおじかん
  - 2001年3月20日 名古屋港湾会館 開場16:00 開演17:00
  - 出演：金月真美、豊嶋真千子、野田順子、有島モユ、牧島有希、水樹奈々、バカボン鬼塚、岡本麻見、今野宏美、鈴木麗子、西口有香

- 春だもの! 〜LOVE LIVE HINA FINALな in NK〜
  - 2001年3月24日 東京ベイN.K.ホール 開場17:00 開演18:00
  - 出演：上田祐司、堀江由衣、倉田雅世、浅川悠、高木礼子、野田順子、雪野五月、小林由美子、岡崎律子、（ゲスト）赤松健
  - （2001年9月5日発売「ラブひなFINAL SELECTION 〜アニメ総集編&LOVE HINA LIVE in 東京BAY N.K.〜」に収録）

- 「ときめきメモリアル2」エモーショナル・ボーカル・スペシャル2001〜大阪
  - 2001年4月8日 エル・おおさか 開場14:30 開演15:30
  - 出演：野田順子、田村ゆかり、くまいもとこ、野村真弓、MC/三嶋章夫（キングレコード）

- 「ときめきメモリアル2」エモーショナル・ボーカル・スペシャル2001〜東京
  - 2001年4月14日 杉並公会堂 開場15:00 開演16:00
  - 出演：野田順子、田村ゆかり、野村真弓、村井かずさ、（スペシャルゲスト）小菅真美、MC/三嶋章夫（キングレコード）

- 上杉鷹山生誕250年祭YOZANフェスティバル内「ESアワー ライブのおじかん in 米沢」
  - 2001年10月6日 米沢YOZANフェスティバル会場 開場12:30 開演13:30
  - 出演：金月真美、豊嶋真千子、野田順子、有島モユ、牧島有希、水樹奈々（兼MC）

2002年
- 「東京ミュウミュウ」アニメ化記念イベント
  - 2002年3月31日 銀座ヤマハホール 開演14:00
  - 出演：中島沙樹、かかずゆみ、望月久代、佐久間紅美、野田順子、小松里賀、（ユニット）ミュウ・ファイヴ

- ESアワーイベントのおじかん Vol.2 featuring リーヴェルファンタジア
  - 2002年4月7日 虎ノ門ニッショーホール 開場15:30 開演16:30
  - 出演：金月真美、豊嶋真千子、野田順子、有島モユ、牧島有希、水樹奈々、バカボン鬼塚

- ぴえろアニメフェア2002「東京ミュウミュウ」トークショー&サイン会
  - 2002年5月5日 有明TFTホール300 開演16:00
  - 出演：中島沙樹、かかずゆみ、佐久間紅美、野田順子（トークショーのみ）

- 「東京ミュウミュウ」CD・DVD発売記念イベント
  - 2002年8月31日 原宿LUIDO 開場12:00 開演12:30
  - 出演：中島沙樹、かかずゆみ、望月久代、佐久間紅美、野田順子、小松里賀

2003年
- ときめきメモリアルオフィシャルファンクラブ「TOKIMEKI CLUB Presents SPECIAL EVENT Vol.1〜for you〜」
  - 2003年5月4日 大宮ソニックシティ小ホール Boy's Side/開場12:00 開演13:00 Girl's Side/開演15:30
  - 出演：（Boy's Side）金月真美、野田順子、神田朱未、（Girl's Side）緑川光、置鮎龍太郎、MC/MIDIはらふじ
  - （来場者全員にTOKIMEKI CLUBオリジナルCDプレゼント）

- 「ときめきメモリアル2タイピング」発売記念トークイベント
  - 2003年5月24日 秋葉原廣瀬無線（ヒロセムセン）5Fイベント会場
  - 出演：野田順子、メタルユーキ
  - 第1回ステージ AM11:00 -
  - 第2回ステージ PM13:00 -

- 「ときめきメモリアル2タイピング」発売記念トークイベント
  - 2003年5月31日 ゲーマーズなんば店イベント会場
  - 第1回ステージ PM15:00 -
  - 第2回ステージ PM18:00 -

- ぴえろアニメワールド2003〜25th Anniversary Festival〜 第2部
  - 2003年8月17日 九段会館大ホール 第2部開演18:00
  - 「東京ミュウミュウ」コーナー出演：中島沙樹、かかずゆみ、佐久間紅美、望月久代、野田順子、緒方恵美、小松里賀
  - （2003年10月イベントDVD発売）

- 「東京ゲームショウ2003」内NTTドコモブース内特設ステージ「ときめきメモリアルLIVE」ときめきメモリアル2スペシャルトークライブ
  - 2003年9月28日 幕張メッセ国際展示場ホール 開場14:00 開演14:30 （整理券先着50名配布<要NTTドコモブーススタンプラリー参加>）
  - 出演：野田順子、村井かずさ、高野直子

2004年
- 青春ラジメニア 尼崎競艇フェスティバルスペシャル
  - 2004年10月17日 兵庫・尼崎センタープール尼崎競艇場内・大屋根下ステージ （参加無料）
  - 出演：岩崎和夫、南かおり、野田順子、松本梨香、小倉優子

2005年
- 東京キャラクターショー2005 「極上生徒会」ステージイベント
  - 2005年7月24日 幕張メッセ国際展示場ホール 開場14:00 開演14:30
  - 出演：田村ゆかり、生天目仁美、野田順子、清水香里、沢城みゆき、MC/鷲崎健
  - （2005年11月23日発売DVD第5巻映像特典）

- BLEACH SOUL SONIC 2005 "夏"
  - 2005年7月27日 五反田ゆうぽうと簡易保険ホール 第三章/開場13:00 第四章/開場18:00
  - 出演：森田成一、伊藤健太郎、三木眞一郎、佐久間紅美、安元洋貴、望月久代、野田順子、真田アサミ、檜山修之（第三章のみ）、杉山紀彰（第四章のみ）、朴ろ美（第四章のみ）、真殿光昭（MC兼）
  - （2005年10月20日イベントDVD発売）

- 「ときメモ・カフェ ecole（エコル）」プレオープンイベント
  - 2005年11月12日-13日 原宿駅前ル・ポンテビル3階
  - 出演：金月真美、野田順子（複数回を分担制）、メタルユーキ

- 「ときメモ・カフェ ecole（エコル）」オープニングイベント
  - 2005年11月19日 原宿駅前ル・ポンテビル3階
  - 出演：金月真美（昼のみ）、野田順子（夜のみ）、メタルユーキ

2006年
- ガンソード まさひろ山根のロフトで山だ
  - 2006年3月1日 新宿ロフトプラスワン 開場18:00 開演19:00
  - 総合司会：谷口悟朗、兵頭一歩、伊藤舞子 出演：まさひろ山根 ゲスト：倉田英之、木村貴宏、他マル秘スペシャルゲスト多数（星野貴紀、桑島法子、野田順子、井上喜久子、雪野五月、倉田雅世、渡辺久美子）

- 「落語天女おゆい」DVD第1巻発売記念トーク&ミニライブ
  - 2006年5月21日 北の丸公園・科学技術館サイエンスホール 開場14:00 開演15:00
  - 出演：後藤沙緒里、小島幸子、小林ゆう、清水愛、野田順子、Little Non、鹿島ひろ美

- 「少年陰陽師」アニメ化記念イベント〜神無月に祝いの詞（うた）
  - 2006年10月1日 世田谷区民会館 開場16:00 開演17:00
  - 出演：甲斐田ゆき、小西克幸、野田順子、小林沙苗、高橋広樹、引田香織、木氏沙織

2007年
- 少年陰陽師ファン感謝イベント「"孫"感謝祭〜風雅に響く詩を聴け〜」
  - 2007年5月20日 新宿・東京厚生年金会館 第1部/開場14:00 開演15:00 第2部/開場18:00 開演19:00
  - 出演：甲斐田ゆき、小西克幸、野田順子、小林沙苗、麦人、石田彰、高橋広樹、森川智之、鈴村健一、田中理恵、早水リサ、中多和宏、今野宏美、福山潤、引田香織、木氏沙織
  - （2007年12月7日イベントDVD発売）

2009年
- 「東京ゲームショウ2009」『ときめきメモリアル4』スペシャルステージ
  - 2009年9月26日、27日 KONAMIブース特設ステージ
  - 出演：金月真美、野田順子、神田朱未（27日のみ）、大亀あすか、滝田樹里、ときめきアイドリング!!!
  - 11時45分 - 12時30分

2010年
- 金月真美＆野田順子withちゃらんぽらん冨好のトークショー＆記者選抜戦予想
  - 2010年3月16日 兵庫・尼崎センタープール尼崎競艇場内・大屋根下ステージ 1回目：第7R 発売中(13:05〜13:17) 2回目：第10R 発売中(14:31〜14:46)（参加無料）
  - 出演：金月真美、野田順子

2011年
- ラスエグナイト 「ラストエグザイル」Blu-ray&DVD BOX発売記念イベント
  - 2011年8月19日-20日 横浜みなとみらいBrillia SHORT SHORTS THEATER 開場20:00 開演20:30 終演予定翌日7:00
  - 出演：野田順子、斉藤千和（第1夜のみ）

- ラジオのようなプラネタリウムショー
  - 2011年12月23日 滋賀・ラフォーレ琵琶湖 Digital star dome ほたる OPEN: 17:00 / START: 17:30
  - 出演：（ホスト）星のお兄さん、秋人、（ゲスト）野田順子、西沢和弥、コチネーレ

2012年
- 「ラストエグザイル-銀翼のファム-」Blu-ray&DVD第1巻発売記念イベント初日
  - 2012年1月14日 シネ・リーブル池袋 開演20:50
  - 出演：野田順子

- ラスエグナイトvol.2「ラストエグザイル」&「ラストエグザイル-銀翼のファム-」一挙上映イベント 「ラストエグザイル」
  - 2012年3月20日 横浜みなとみらいBrillia SHORT SHORTS THEATER 開場10:00 開演10:30 終演予定23:00
  - 出演：野田順子、半場友恵

2013年
- 「ワンピースプレミアショー」
  - 2013年8月12日 大阪・ユニバーサル・スタジオ・ジャパン
  - 出演：（サプライズゲスト）田中真弓、山口勝平、野田順子、宝亀克寿

- ラスエグナイトvol.3 第1夜【ディーオ&ルシオラDAY】
  - 2013年11月1日 横浜みなとみらいBrillia SHORT SHORTS THEATER 開場18:30 開演20:00 終演予定2日10:00
  - 出演：野田順子、半場友恵

2014年
- Ustream配信番組「MAYOネーズPOPキャンディー」
  - 2014年1月25日 池袋リビングバーFI5VE 19:00配信開始+配信終了後にミニライブ
  - 出演：MC/Sister MAYO、銀座ポップ、（ゲスト）野田順子

- 周南萌えサミット2014 ボートレース徳山ブース トークショー
  - 2014年7月6日 山口県周南市徳山銀座通り 1回目/開演11:30 終演12:00 2回目/開演14:30 終演15:00
  - 出演：野田順子、藤堂里香選手

- 周南萌えサミット2014 メインステージ ボートレース徳山
  - 2014年7月6日 山口県周南市徳山銀座通り 開演13:10 終演13:30
  - 出演：野田順子、藤堂里香選手

- 大阪成蹊大学・大阪成蹊短期大学 大学祭 『アカデミック講演会』
  - 2014年10月11日 大阪成蹊大学図書館棟7階ホール・ナナイロホール 開場10:30 開演11:00
  - 出演：野田順子

- 大阪工業大学 第66回城北祭 声優トーク
  - 2014年10月25日 大阪工業大学大宮キャンパス 開演12:00
  - 出演：倉田雅世、野田順子、ゆかな

2015年
- ミニ四駆イベント「mini 4WD MONSTER 3〜掴め!栄光のウィニング・ラン!!〜」爆走兄弟レッツ&ゴー!!MAX Blu-ray BOX発売記念
  - 2015年6月27日 阿佐ヶ谷ロフトA 開場11:00 開演12:00
  - 出演：渕崎ゆり子、池澤春菜、渡辺久美子、野田順子

- デジモンアドベンチャー15th Anniversary Project 「DIGIMON ADVENTURE FES. 2015」前夜祭
  - 2015年7月31日 チームスマイル・豊洲PIT 第1部/開場12:30 開演13:30
  - 出演：野田順子、高橋直純

2016年
- Ustream配信番組「池田聡・秋人の京都でしっぽりカフェBAR」生歌あり!
  - 2016年1月14日 京都・都雅都雅 OPEN 18:00／START 19:00
  - 出演：MC/池田聡・秋人（ゲスト）野田順子 UST配信は2時間、残り30分は来場者だけの非公開トーク

- 声ばか 0章〜赤い◯ﾇﾇと緑の◯ﾇﾇ〜
  - 2016年3月12日 新代田・鯛Cafe OPEN 12:30／START 13:00
  - 出演：野田順子・宇和川恵美・河内孝博（＊年功序列順/笑）

- 星のお兄さんのプラネタリウムショー
  - 2016年7月30日 滋賀・ラフォーレ琵琶湖 Digital star dome ほたる OPEN: 19:45 / START: 20:00
  - 出演：（ホスト）星のお兄さん、（ゲスト）野田順子

- プロジェクト(画)スイッチ 対談講演会
  - 2016年8月27日 渋谷 開演12:30 終演14:30
  - ゲストスピーカー：野田順子

- 「ラストエグザイル-銀翼のファム-」放映5周年記念全話上映会『ラスエグナイトvol.4』1日目
  - 2016年9月17日 横浜みなとみらいBrillia SHORT SHORTS THEATER 開演20:00 終演予定18日7:25
  - 出演：千明孝一監督、豊崎愛生、野田順子、稲田徹

2017年
- デジモンミュージック2017「デジモンソングクリスマススペシャル〜未来へのメッセージ〜」
  - 2017年12月23日 アニメイト池袋本店9Fイベントホール 開場15:30 開演16:00
  - 出演：宮﨑歩、AiM、太田美知彦、スペシャルゲスト：野田順子、角銅博之監督

2018年
- コミックマーケット95 2日目
  - 2018年12月30日 東京国際展示場 東地区“ハ”ブロック－44b 開場10:00
  - サークル名「NODAJUN HOUSE」

2019年
- 国際女性デー｜HAPPY WOMAN FESTA KYOTO 2019
  - 2019年3月7日 京都造形芸術大学内 京都芸術劇場 春秋座 開会宣言14:00 パネルディスカッション15:00
  - 出演：田中朋清(石清水八幡宮権宮司)、轟麻衣子(ポピンズ代表)、宍戸留美、坪内花菜、野田順子

- デジフェス2019
  - 2019年7月28日 舞浜アンフィシアター 昼公演/開場12:30 開演13:30 夜公演/開場17:00 開演18:00
  - 出演：花江夏樹、細谷佳正、三森すずこ、田村睦心、吉田仁美、池田純矢、榎木淳弥、 M・A・O、 坂本千夏、山口眞弓、重松花鳥、櫻井孝宏、山田きのこ、竹内順子、松本美和、徳光由禾、 宮﨑歩、AiM、スペシャルゲスト：野田順子、高橋直純、サプライズゲスト：遠近孝一、浦和めぐみ、片山福十郎、ランズベリー・アーサー、朝井彩加、山谷祥生

2021年
- デジフェス2021
  - 2021年8月1日 横須賀芸術劇場 開場16:30 開演17:30
  - 出演：津村まこと、多田葵、山口眞弓、折笠富美子、浅田葉子、高橋広樹、金田朋子、千葉進歩、野沢雅子(※事前収録)、片山福十郎、野田順子、ランズベリー・アーサー、高橋直純、宮﨑歩(※欠席)、AiM、太田美知彦、WILD CHILD BOUND as 藤重政孝、谷本貴義

2022年
- デジフェス2022
  - 2022年7月30日 立川ステージガーデン 昼公演/開場12:00 開演13:00 夜公演/開場17:30 開演18:30
  - 出演：竹内順子、石毛佐和、四反田マイケル、渡辺久美子、片山福十郎、野田順子、宮﨑歩、AiM 、（夜公演のみ出演）神谷浩史、鈴村健一

2023年
- デジフェス2023
  - 2023年7月30日 品川プリンスホテル ステラボール 昼公演/開場13:30 開演14:00 夜公演/開場18:00 開演18:30
  - 出演：片山福十郎、ランズベリー・アーサー、朝井彩加、山谷祥生、榎木淳弥、M・A・O（※欠席）、野田順子、高橋直純、遠近孝一、浦和めぐみ、松本美和、徳光由禾、緒方恵美、釘宮理恵、宮﨑歩、AiM 、太田美知彦

- 「デジモンアドベンチャー02 THE BEGINNING」キャスト舞台挨拶つき完成披露試写会
  - 2023年10月5日 新宿バルト9 (1)18:20の回上映終了後 (2)20:45の回上映開始前
  - 出演：片山福十郎、朝井彩加、M・A・O、野田順子、高橋直純、遠近孝一、浦和めぐみ、松本美和、徳光由禾、緒方恵美、釘宮理恵、田口智久監督

- 「デジモンアドベンチャー02 THE BEGINNING」公開記念舞台挨拶
  - 2023年10月28日 新宿バルト9 (1)10:25の回上映終了後 (2)13:00の回上映開始前
  - 出演：片山福十郎、ランズベリー・アーサー、野田順子、高橋直純、緒方恵美、釘宮理恵、田口智久監督

- 「デジモンアドベンチャー02 THE BEGINNING」大ヒットファンミーティングイベント
  - 2023年11月24日 新宿バルト9 19:00開始
  - 出演：片山福十郎、野田順子、M・A・O、遠近孝一、宮﨑歩、田口智久監督、飯田里樹音響監督、下村英里プロデューサー

2025年
- テイルズ オブ フェスティバル2025
  - 2025年6月8日 横浜アリーナ DAY2 開場15:00 開演16:30
  - 総合司会：小野坂昌也、サブ司会：小清水亜美、出演：皆口裕子、野田順子、小西克幸、鈴木千尋、桃井はるこ、鳥海浩輔、森永理科、竹本英史 、斎藤千和、木村良平、浅倉杏美、佐藤拓也、加瀬康之、ARTIST：榎本くるみ、misono

### オンラインイベント
2022年
- 「TALES OF READING LIVE -ONLINE-」テイルズ オブ エターニア編
  - 2022年3月6日 開演19:00
  - 出演：石田彰、皆口裕子、保志総一朗、南央美、野田順子、江原正士

### ラジオ
パーソナリティ
- オレたちXXXやってま〜す MBSラジオ （1999年10月）- 2000年3月21:00-24:00
- オレたちXXXやってま〜すNEXT MBSラジオ 2000年4月 - 2001年3月毎週火・金曜日→金曜日26:00-27:00
- MBSオレたちもっとやってま〜す MBSラジオ 2001年4月 - 9月毎週水曜日26:00-27:00
- ESアワー ラジヲのおじかん 東海ラジオ 2000年10月 - 2002年3月毎週日曜日22:30-23:00（増刊号：2002年2月 - 3月毎週金曜日26:00-26:30）
- 野田順子のLF+R-ZERO ニッポン放送 2000年11月28日
- バラエティSHOW! LIVE U-LINE「野田順子スペシャル」 ゆうせん放送CG-37ch 2002年8月12日 - 19日
- 超A&Gミュージック+プレミアム 文化放送 2012年10月4日16:00-17:00
- S.A.M. -Sunday Artist Mix- RadioNEO79.5 2017年1月8日20:00-21:00

ゲスト出演
- アニメストリート ラジオ日本
- 土曜の夜です ウハウハ大放送 ラジオ日本
- ねおちゅぴ
- サントリー・サタデー・ウェイティング・バー FM東京 1999年12月4日 メタルユーキと
- CLUB-db 文化放送 1999年12月11日#132、2000年8月12日#166（公開録音）、2000年11月25日#181
- アニガメパラダイス ニッポン放送 1999年12月31日（「20世紀アニメ紅白歌合戦〜完全保存版スペシャル」）
- サタデーホットリクエスト NHK-FM 2000年1月8日（NHK放送センターCR505スタジオより公開生放送）
- 太紀ともゆのここは大江戸神楽坂 AM神戸 2000年2月11日（公開録音）
- LF+RフライングNIGHT! ニッポン放送 2000年11月
- a-FANFAN3 三重野 瞳「産」内「ビューティーサロンひとみ」 ゆうせん放送 2002年7月1日 - 8日
- SAYAKAのオールナイトニッポンいいネ! ニッポン放送 2003年8月12日
- 青春ラジメニア ラジオ関西 2004年10月21日（公開録音）、2010年1月23日（本家のみ）、2011年10月8日、12月31日、2013年8月24日、2014年7月26日、2018年8月18日
- TV Game Radions AiR Special Go! Go! 東海ラジオ 2005年4月16日
- ラジオ少年陰陽師 彼方に放つ声をきけ〜略して孫ラジ ラジオ関西 2006年6月16日#11、23日#12、10月6日#27
- ユキクラ姉妹 FM世田谷 2006年7月3日
- 野村義男のフレッシュミュージシャン ゆうせん放送CG-25ch 2006年12月11日 - 24日
- 松野太紀のCafe Blue Mountain 2 文化放送 2009年3月23日 Sorrelで
- 鈴木達央 ラジオTIME. 文化放送 2009年4月21日#42、28日#43
- Tokyo Musicum Station アメリカTJSラジオステーション 2009年10月9日 - 10日
- ひらかたmaterial FM枚方 2010年1月26日
- 桃の缶詰 FM世田谷 2010年3月24日
- オープンサロン834 FM世田谷 2010年8月12日
- RADIO MANIART WEDNESDAY「あなたと星空の下で」 FM PORT（新潟県民エフエム放送） 2010年11月30日、12月7日（電話）
- 大江戸ワイド スーパーイブニング レインボータウンFM大江戸放送局 2011年3月22日
- 高橋直純のトラ×ブルメーカー 東北放送、岐阜放送（ぎふチャン） 2012年6月17日、2013年3月10日
- 森谷威夫のお世話になります!! KBS京都ラジオ 2016年6月2日
- ココロ・イー・スタシオン 岐阜放送（ぎふチャン） 2016年12月29日
- Beat Around 834 メディアスエフエム 2016年12月29日
- 60TRY部(ロクマルトライブ) ラジオ日本 2017年11月1日 前田ちあきと

ラジオドラマ
- 21世紀ファンタジー 新・不思議の国のアリス（ピーター、女、少年エディ） NHKラジオ
- センチメンタルグラフティー 帰ってきたセンチメンタルナイト（佐倉えり子） TBSラジオ

### Webラジオ
パーソナリティ
- BSフリーステーション〜野田順子 はじまりはRADIOから〜 BSQR489 2001年6月17日21:00-22:00
- 野田順子のあなたとTake The Air キャラアニラジオステーション
- 倉田雅世と野田順子のきゃらあにナイト! キャラアニラジオステーション
- Sparkle Net （2002年6月6日-8月31日全13回、アルバム「SPARKLE」発売と3rdライブを前にして、コナミミュージックエンタテインメントより）
- Sparkle Net 〜Precious One Special〜 （2002年12月-2003年2月全7回、アルバム「Precious One」発売とアコースティックライブを前にして、コナミミュージックエンタテインメントより）
- 野田順子の「NODAJUN HOUSE Visit」 Stand.fm 2021年3月31日 -

ゲスト出演
- 佐久間紅美と中島沙樹の天使の治療室〜エンジェル♡クリニック〜 ラジ＠ 2003年7月31日
- 川上とも子のうさぎのみみたぶ インターネットラジオステーション音泉 2005年8月9日#356
- かかずゆみの超輝け!大和魂!! インターネットラジオステーション音泉 2007年1月30日#169
- 石田燿子のHYPER ANISON WEB♪・ヨーコモード インターネットラジオステーション音泉 2007年6月19日
- ラジオ少年陰陽師 彼方に放つ声をきけ〜略して孫ラジ #42、#43（飛び入り参加）、2008年5月29日#110、6月5日#111
- 青山二丁目 太紀ちゃんの店 文化放送インターネットラジオBBQR 2009年3月24日 Sorrelで
- こちら聖機師放送局! インターネットラジオステーション音泉 2009年#4
- 携帯ラジオ*由貴の結晶* 声優アニメイト+hm3 2009年9月7日
- 名塚佳織のかもさん學園 インターネットラジオステーション音泉 2010年2月8日#196
- あつことまりあのマリオン学院 放送部! インターネット放送局BBstation 2012年5月29日
- 銀座SWING SORA×NIWA GINZA 2012年8月16日、11月8日 11月8日は前田ちあきと（松屋銀座サテライトスタジオより公開生放送）
- Tokyo Musicum Station vol.369 「Happy 7th Anniversary III 特大版」 2016年3月27日、vol.469 「春よ恋!スペシャルゲスト」 2018年2月25日
- 帰ってきた『らぢぽい』〜Returns〜（永島由子と宇和川恵美によるプライベート番組） 2016年7月12日#19、9月5日#20
- 「秋人のスイハチRADIO」 fm GIG 2017年11月8日、2018年4月25日、2019年3月6日、5月22日 MC：秋人
- 諏訪道彦のスワラジ 文化放送インターネットラジオ超!A&G+ 2018年7月25日、8月1日

### テレビ番組
- アニぱら音楽館 CSキッズステーション 1999年11月23日収録 トーク&「勇気の神様」
- 激☆店 BS-i 2004年10月28日 TBS 11月1日 店長：小林治 店員：山本麻里安、新谷良子、三重野瞳 ゲスト：野田順子
- アニメぱらだいす! CSキッズステーション 2004年11月8日
- 衛星アニメ劇場 NHK BS-2 2007年10月27日、11月3日 ナビゲーター：かかずゆみ、吉田智則

### インターネットテレビ
- 川澄綾子のBest Communication コミュニケーション・サーカス（NTTコムウェア） 2001年10月31日#43 パーソナリティ：川澄綾子、アシスタント：能登麻美子（インターネット博覧会（インパク）企画コンテンツ）
- 「LAST EXILE」公式サイト ルシオラ役半場恵子とインタビュー
- 「連続柑橘系活劇 柚子ペパーミント」 ニコニコ生放送 2009年10月24日
- Shiori Kawana's HELLO TV お台場TV 2010年8月26日
- D-Quintet「井戸端会議Ustream」 Ustream 2011年1月5日、22日（「D-Quintet 5th LIVE」PR番組）
- 声優e-ラーニング「コエガク!」 2011年6月2日〜 講師
- 「エムサスタイル VOL.98」 flying DOG 2011年9月 ナビゲーター：斎藤千和（「LAST EXILE」DVD&Blu-ray BOX発売記念）
- 「0〜ZERO〜スタ☆ばちこ〜ん!!」 Akiba.TV 2011年11月27日、2012年3月25日、2012年4月8日-10月28日 レギュラー出演者：山本正剛（BAN BAN BAN）・有野いく・浅倉弦希・野田順子（#3、#11ゲスト出演、#12〜#25、#22休み）
- 「ドワンゴクリエイティブスクール ニコ生公開スクール説明会 vol.5」 ニコニコ生放送 2012年2月17日 トークゲスト
- 岩永哲哉とジェーニャの「情熱教室」（第6回ゲスト） ニコニコ生放送 2012年5月12日
- 「声優入門講座」基礎編 NTTプライム・スクウェア「Fan＋（ファンプラス）」内レッスン動画 2012年10月9日〜 講師
- 「声優魂」 Ustream、ニコニコちゃんねる「アニメON!」 第7回配信2013年7月28日、第24回配信2015年1月18日 メインMC：松岡由貴
- 「MAYOネーズPOPキャンディー」 Ustream 2014年1月25日 （池袋リビングバーFI5VEより公開生放送） MC：Sister MAYO&銀座ポップ
- 「池田聡・秋人の京都でしっぽりカフェBAR」 Ustream 2016年1月14日 （京都・都雅都雅より公開生放送） MC：池田聡・秋人
- 木原浩勝の「件ちゃん暗殺計画」（仮）第5回、第9回 ニコニコ生放送 2017年11月25日、2018年3月24日、4月28日（突撃ゲスト） MC：木原浩勝
- 瀧本瞳の「おとなになったキミへ」 SHOWROOM 2018年12月19日、2019年2月20日、6月27日、8月24日、2020年8月8日
- 「テイルズ オブ アンバサダーチャンネル」第89回 &CAST!!! 2019年12月2日
- 倉田雅世の「バレンタイン2021インスタライブ」ゲスト出演 2021年2月14日
- のだびゅん B.D.初ツイキャス! ツイキャス 2021年6月29日
- NODAJUN HOUSE Visit? ツイキャスvol.2〜お盆にゆるゆるTalk〜 ツイキャス 2021年8月14日
- のだじゅんツイキャス vol.3〜みんなで乾杯いたしましょ♪〜 ツイキャス 2023年6月28日
- Nodajun Talk Live 2024〜ヴァンサンカン〜matinee ツイキャス 2024年12月14日14:00
- Nodajun Talk Live 2024〜ヴァンサンカン〜soiree ツイキャス 2024年12月14日17:00

### ラジオCD
2002年
- 声優ベストトークコレクション女性編〜キャラアニラジオステーションベスト〜

2006年
- 少年陰陽師 ラジオCD 第一巻 彼方に放つ声をきけ〜略して孫ラジ

2007年
- 少年陰陽師 ラジオCD 第三巻 彼方に放つ声をきけ〜略して孫ラジ

2009年
- 少年陰陽師 ラジオCD 第九巻 彼方に放つ声をきけ〜略して孫ラジ

### ナレーション
- ASAYAN 〜浅草橋ヤング洋品店〜 1995年10月-1996年3月 テレビ東京・毎週日曜日21:00-21:54 周富徳の愛弟子募集!、畠山みどり借金返済プロジェクトetc.
- スーパーモーニング 1995年
- 知ってドーするの!? 1996年4月-9月 テレビ東京・毎週土曜日22:00-22:54
- SMAP×SMAP 1997年 フジテレビ・毎週月曜日22:00-22:54 「電車のナッくん」人形キャラ（蝶・男の子・etc）
- 最新シネマジャック「ディボース・ショウ」 2004年4月 WOWOW 4日19:30-、18日18:30-
- オレンジページの食べに来て 2004年4月-9月 テレビ朝日・毎週土曜日17:55-18:00
- おすピー&ロンブーの起きなさいよッ!! 2005年5月-2006年9月 フジテレビ・毎週日曜日9:30-10:00 キャラクターナレーション・サンバくん
- スクープスペシャル 〜ママは犯人じゃない!? 大炎上!火災鑑定士が暴く“愛娘放火殺人”灰の中に眠る真実〜 2006年5月14日 テレビ朝日 14:00-15:25 朗読・証言の一部
- 加藤純一の世界で一番ゲームを本気でやる男  2018年10月9日-12月25日、AbemaTV
- クローズアップ現代

### 舞台
- 「栽培上手〜芝居系〜 三代将軍 徳川上蓮（うえはーす）の陰謀〜ポケットの中の昭和〜」（2001年5月30日-31日昼もの・夜もの全4公演、新宿永谷ホールFu）
- 一歩堂 2010年秋期公演「「シンデレラは生きていた」改め「子鹿のゾンビは可愛いな」のオーディション」（2010年9月9日-13日全7公演、アイピット目白） - 鈴木良子 役
- タンバリンプロデューサーズ「怪し会 〜4肆〜 怪談朗読を肴に旨い日本酒を舐める会」（2011年9月1日‐4日、密蔵院）
- 激富 GEKITONG2011「夏嵐〜げらん〜」（2011年11月11日-13日全5公演、大阪ABCホール） - キョウコ 役
- A.I.FILMs 「オヅの魔法使い〜ドロシィ監禁地獄!!〜」（2012年3月30日-4月1日全5公演、荻窪かいホール） - ドロシィの母 役
- 丸福ボンバーズ旗揚げ公演「A Peace of Cake !」（2012年7月18日-26日全20公演、千歳船橋APOCシアター） - 2012年7月20日公演3日目にゲスト出演（日替わりボンバー）
- 丸福ボンバーズ第2回公演 「うたかふぇ」（2012年12月22日-2013年1月6日全20公演、千歳船橋APOCシアター） - 2013年1月4日13時の回にゲスト出演・ドリーム商店街、酒屋の「三河屋タラコ」
- A.I.FILMs 「少女探偵あやか〜アマゾンの大王魚ピラルク〜」（2014年8月16日-18日全6公演、大阪・浪速区日本橋in→dependent theatre 1st） - 幻の怪盗ホワイト・ミルク 役
- 怪し会 拾（2018年3月28日‐4月2日、もっとい不動 密蔵院）[52]
- kusukusu's rabo 研究発表会 File.5 「まぁるいたからもの」（2018年9月1日-2日全4公演、大阪・天王寺区一心寺シアター倶楽） - 2018年9月2日2公演にゲスト出演（秋祭りの日替わりゲスト）
- なんであれスマイル!（2025年6月19日-22日全6公演、ウッディシアター中目黒） - 2025年6月20日19時開演の回に日替わりゲスト

### その他コンテンツ
- 文化映画「菜の花」（村の子供） 1996年公開 キネマ旬報文化映画ベストテン第8位
- テレコンワールド ジェットエアー、E・フォース、アストニッシュ007、SRX-11、バイブラプラス、シュトラスビート、エバーラスト、サイクロン・クロストレーナー、etc.
- 森永キュービック TV-CM
- 九州電力・玄海原子力発電所 館内用VP（みらいくん）
- 第50回全国植樹祭（キコロ） 1999年
- 「どきどきポヤッチオ」アクセサリー集（マリン） 1999年3月19日 対応OS:Windows 95/98
- 「ラブひな」デスクトップアクセサリ（紺野みつね） 2000年4月26日 対応OS:Windows 95/98
- 鳥取市歴史博物館（やまびこ館）（とっとりくん） 2000年夏オープン
- 「孫悟空の交通安全」（悟空） 2000年 教配（教育ソフト・交通安全教育）
- ときめきメールボックス VOL.1（陽ノ下光） 2001年3月1日 対応OS:Windows 95(OSR2以降)/98/Me/NT4.0(SP5以降)/2000
- 「ラブひな」デジタルTOYBOX（紺野みつね） 2001年4月26日 対応OS:Windows 95/98
- 「ときめきメモリアル2」タイピング（陽ノ下光） 2003年5月22日 対応OS:Windows 98/2000/NT4.0(SP3以上)/XP/Windows 7、MacOS 8.1以上
- 着声『声優クロスロード』携帯着信ヴォイス& 待ち受け画面 2003年10月23日〜 i-mode、J-SKY（10月よりボーダフォンライブ）、ezweb対応
- 東京モーターショー2003 ホンダブース ASIMO 2003年10月25日-11月5日
- テレビゲームとデジタル科学展（ブイモン）2004年7月17日-10月11日 上野・国立科学博物館
- 「初摘み海苔おにぎり」のお知らせ 2004年12月14日〜 ファミリーマート店内用PV
- 空の星、海の星 〜キラリンの大冒険〜（ヒトデ）2005年4月23日〜2006年4月9日 神戸市立青少年科学館プラネタリウム子供番組
- デジモンアドベンチャー3Dデジモングランプリ（ブイモン）2007年7月〜サンリオピューロランドにて2年間上映
- 新保湿実感スキンケアブランドametutiスペシャルコンテンツ「ametuti劇場 保湿西遊記〜まぼろしの保湿成分を探して西へ〜」（ほぼ全役（ミミズ、男性記者以外）） 2008年5月〜2009年2月全13回[53]
- オーディオブック『ハッピーバースデー』（星なつき） 2009年11月20日配信開始[54]
- iPhoneの有料アプリケーション『JOYSOUND着信音 忍者(くノ一ver.)』キャラクターVoice 2010年6月[55]
- Aprica社製ベビーカー『stick』PVナレーション 2010年8月
- Aprica社製チャイルドシート『ベッティーノ フィール』PVナレーション 2010年9月
- Aprica社製ベビーカー『ソラリア』PVナレーション 2011年
- 財団法人日本学校保健会『ウェルカム!ヘルシーアイランド〜探検!健康島〜』「手洗い、うがい、歯みがき」の歌 2011年5月[56]
- Android向け目覚ましアプリ『ラストエグザイル -銀翼のファム- めざまし』（ディーオ・エラクレア） Google Play 2012年3月19日サービス提供開始
- 劇映画『シン・ゴジラ』　【プリヴィズ班】プリヴィズ・キャスト　2016年7月29日公開
- パチスロ「ラストエグザイル-銀翼のファム-」ロングPVナレーション　2017年4月2日公開[57]
- リトルブレイバー〜ルックとメルトの大冒険〜（ルック） 4D王コンテンツ　2017年6月1日から順次上映[58]

## ディスコグラフィ

### シングル
|     | 発売日         | タイトル | 規格品番  | 最高位 |
| --- | -------------- | --- | --------- | ------ |
| 1st | 1999年11月26日 | 勇気の神様/もっと!モット!ときめき'99 勇気の神様（PSゲーム「ときめきメモリアル2」オープニングテーマ） もっと!モット!ときめき'99（PSゲーム「ときめきメモリアル2」イメージソング） | KMDA-2    | 38     |
| 2nd | 2000年8月3日   | ADVENTURE/SMILE AGAIN ADVENTURE（PSゲーム「ときめきメモリアル2 Substories〜Dancing Summer Vacation〜」オープニングテーマ） SMILE AGAIN（PSゲーム「ときめきメモリアル2 Substories〜Dancing Summer Vacation〜」陽ノ下光エンディングテーマ）                                                                                          | KMDA-5    | 53     |
| 3rd | 2001年2月21日  | For Yourself For Yourself（PSゲーム「ときめきメモリアル2 対戦ぱずるだま」オープニングテーマ、作詞：J. Noda） 小さなココロ（PSゲーム「ときめきメモリアル2 対戦ぱずるだま」エンディングテーマ） 輝きをあつめて 〜I Believe〜（ラジオ「ESアワー ラジヲのおじかん」セルフプロデュースソング）                                          | KMCM-11   | 64     |
| 4th | 2001年7月25日  | Get it! Get it!（作詞：J. Noda） 想い…。（PSゲーム「ときめきメモリアル2 Substories〜Memories Ringing On〜」オープニングテーマ） 開戦前夜 | KMCM-13   | 85     |
| 5th | 2002年5月1日   | WE WISH 〜僕達の永遠 WE WISH 〜僕達の永遠（PS2ゲーム「ジェネレーション オブ カオス ネクスト」エンディングテーマ） Moonlight Dancing（作詞：J. Noda） 散歩日和 〜Live Version〜（2001年11月18日J.Noda LIVE 2001〜Toughen up!〜、作詞・作曲：J. Noda） Let's Drive 〜Live Version〜（2001年11月18日J.Noda LIVE 2001〜Toughen up!〜） | KMCM-18   |        |
| 6th | 2010年2月20日  | 恋華 恋華（作詞・作曲：J. Noda、CD-R） | RBCR-1027 |        |
| 7th | 2010年2月20日  | Thanks! Thanks!（作詞・作曲：J. Noda、CD-R） | RBCR-1028 |        |

Bullet 77
|     | 発売日        | タイトル | 規格品番 | 最高位 |
| --- | ------------- | --- | -------- | ------ |
| 1st | 2004年5月26日 | Going on! Going on!（TVA「DAN DOH!!」オープニングテーマ、作詞：ノダジュン） WILD FLOWER 〜花に嵐の喩えあり〜（TVA「DAN DOH!!」エンディングテーマ、作詞：ノダジュン） | KMCM-32  |        |
| 2nd | 2004年7月22日 | Believe in love Believe in love（TVA「DAN DOH!!」エンディングテーマ、作詞：ノダジュン・タダミツヒロ） あかねぐも（作詞：ノダジュン）                                 | KMCM-33  |        |

### アルバム
|     | 発売日         | タイトル | 規格品番  | 最高位 |
| --- | -------------- | --- | --------- | ------ |
| 1st | 2000年11月22日 | FLY AWAY TAKE OFF（作詞：J. Noda） Freedom（作詞：J. Noda） 恋サバイバル ADVENTURE Gonna be Here あなたに会えて 〜F.A. mix〜 Fly Away（作詞：J. Noda） 勇気の神様 SNOWING chilgren's sky Let's Drive ひとりじゃない（作詞：J. Noda） | KMCA-80   | 67     |
| 2nd | 2001年11月7日  | Tough but Tender Opening 〜さんぽびより〜（作詞・作曲：J. Noda） Tough（作詞：J. Noda） Get it! 〜TxT mix〜（作詞：J. Noda） 輝きをあつめて なんでやねん（作詞：多田光裕・J. Noda） For Yourself（作詞：J. Noda） 散歩日和（作詞・作曲：J. Noda） 開戦前夜 explosion COOL Talk to me wonder tender まなざしの向こうに…                                                                                                | KMCA-123  | 83     |
| 3rd | 2002年7月3日   | SPARKLE 〜Songs from TOKIMEKI MEMORIAL 2〜 Goalstart 勇気の神様 〜Hikari Version〜 笑顔の決心 想い…。 小さなココロ 青い翼 Jewel of Hearts 勇気の神様 もっと！モット！ときめき'99 〜Sparkle mix〜 いつか、流れ星 〜Sparkle mix〜 SMILE AGAIN 〜Live Version〜（2001年11月18日J.Noda LIVE 2001〜Toughen up!〜） For Yourself 〜Live Version〜（2001年11月18日J.Noda LIVE 2001〜Toughen up!〜、作詞：J. Noda） Ever blue | KMCA-161  | 90     |
| 4th | 2003年1月22日  | Precious One One and Only（作詞：J. Noda） Treasure（作詞・作曲：J. Noda） 風の向こうへ WE WISH 〜僕達の永遠 (P・O mix) メグリアエタネ（作曲：J. Noda） JUMP OUT!（作詞：J. Noda） 花華 〜HANA〜（作詞：J. Noda） 夕陽ヶ丘 Moonlight Dancing（作詞：J. Noda） ココロのドア 花より蝶より風より月より 大地の子供（作詞：J. Noda）                                                                                       | KMCA-180  | 147    |
| 5th | 2004年11月3日  | here there and everywhere 勇気の神様 ラ・ムーンな気分で ADVENTURE Freedom（作詞：J. Noda） Fly Away（作詞：J. Noda） For Yourself（作詞：J. Noda） 輝きをあつめて Get it!（作詞：J. Noda） Tough（作詞：J. Noda） 散歩日和（作詞・作曲：J. Noda） WE WISH 〜僕達の永遠 Don't Cry メグリアエタネ（作曲：J. Noda） 大地の子供（作詞：J. Noda） 深呼吸（作詞：J. Noda）                                                  | KMCA-197  | 136    |
| 6th | 2009年11月29日 | forever and ever prelude of night sky star 夜空星 〜yozoraboshi〜（作詞・作曲：J. Noda） interlude to the song of the promise 約束のうた（作詞・作曲：J. Noda） かわらぬ想い（作詞・作曲：J. Noda） | RBCD-0919 |        |

JxJ
|     | 発売日        | タイトル | 規格品番   | 最高位 |
| --- | ------------- | --- | ---------- | ------ |
| 1st | 2005年3月24日 | Ready! WAY TO GO! 風の吹くまま（作詞：J. Noda） READY!（作詞：J. Noda） DON'T SAY IT!!（作詞：J. Noda） 天国 or 地獄（作詞：J. Noda） もうひとつの明日 | WWCE-31080 |        |

### キャラクターソング
野田順子名義のシングル収録曲、ミックス、バージョン違いは省略する。
1999年
- 彼氏彼女の事情 ACT, 2.0（キングレコード、2月28日）
  - 妖怪人間ベム（ゆきのん'ズ（榎本温子、新谷真弓、野田順子、千葉紗子、福井裕佳梨、本谷有希子）、TVA「彼氏彼女の事情」挿入歌）
- どきどきポヤッチオ音楽絵本「プエルコルダンPの物語」（キングレコード、3月26日）
  - ずっと二人で…（プエルコルダンガールズ（川菜翠、野田順子、高橋美紀、麻生かほ里、小泉理奈、小西寛子、芳野美樹、間宮くるみ、麻見順子）、PSゲーム「どきどきポヤッチオ」エンディングコーラス）
  - 目玉焼きの歌（ペッタンコシスターズ（野田順子、間宮くるみ）、PSゲーム「どきどきポヤッチオ」挿入歌）
  - 馬車ウマの歌（ペッタンコシスターズ、PSゲーム「どきどきポヤッチオ」挿入歌）
  - がんばれの歌（ペッタンコシスターズ、PSゲーム「どきどきポヤッチオ」挿入歌）
  - おせじのうた（ペッタンコシスターズ、PSゲーム「どきどきポヤッチオ」挿入歌）
- ときめきメモリアル2 オリジナル・ゲーム・サントラ Vol.1（コナミミュージックエンタテインメント、12月3日）他
  - あなたに会えて（野田順子、PSゲーム「ときめきメモリアル2」ハッピーエンディングテーマ）
- ときめきメモリアル2 ボーカルトラックス（コナミミュージックエンタテインメント、12月23日）他
  - 笑顔の決心（野田順子、陽ノ下光テーマ）

2000年
- 「ラブひな」コミックスイメージアルバム（キングレコード、1月28日）他
  - ラ・ムーンな気分で（野田順子、紺野みつねキャラクターソング）
- ときめきメモリアル2 ボーカルトラックス2（コナミミュージックエンタテインメント、5月10日）他
  - Brilliant（野田順子、陽ノ下光イメージソング）
- 「デジモンアドベンチャー02」CDS「Break up!」（NECインターチャネル、5月10日）他
  - 絶対オーライ 〜デジメンタルアップ!〜（アーマーシンカーズ（野田順子、松本美和、遠近孝一、浦和めぐみ、徳光由香）、TVA「デジモンアドベンチャー02」オープニングテーマC/W曲）
- ラブひな3部作 ラブひな(1)〜なる・しのぶ・みつね編〜（キングレコード、6月21日）他
  - 傘がないのよ（野田順子、紺野みつねキャラクターソング）
- デジモンアドベンチャー02 ベストパートナー(7)本宮大輔&ブイモン（NECインターチャネル、7月26日）他
  - Go Ahead!（ブイモン（野田順子）、キャラクターソング）
  - 2-TOP（本宮大輔&ブイモン（木内レイコ、野田順子）、キャラクターソング）
- オリジナルサウンドファイル ラブひな（キングレコード、9月21日）
  - いい湯だな（堀江由衣・倉田雅世・浅川悠・野田順子・高木礼子、TVA「ラブひな」挿入歌）
- デジモンアドベンチャー02 クリスマスファンタジー（NECインターチャネル、11月2日）
  - ママがサンタにキッスした（ジョグレスシンカーズ（野田順子、遠近孝一、浦和めぐみ、松本美和、徳光由香、高橋直純）、キャラクターソング）
- デジモンアドベンチャー02 マキシSCD「僕らのデジタルワールド」（NECインターチャネル、12月、非売品：ベストパートナー全巻購入者プレゼント）
  - 僕らのデジタルワールド（デジモンオールスターズ（木内レイコ、野田順子、夏樹リオ、遠近孝一、浦和めぐみ、松本美和、山本泰輔、徳光由禾、荒木香恵、高橋直純、朴ロミ、藤田淑子、坂本千夏、風間勇刀、山口真弓、天神有海、櫻井孝宏、菊池正美、竹内順子、前田愛、溝脇しほみ、水谷優子、重松花鳥） with 和田光司, AiM、キャラクターソング）

2001年
- 〜サイレント・イヴ〜 ラブひな WINTER SPECIAL（キングレコード、1月24日）他
  - 祝福（堀江由衣・倉田雅世・浅川悠・高木礼子・野田順子・雪乃五月・小林由美子、キャラクターソング）
- ときめきメモリアル2 MUSICコレクション2（コナミミュージックエンタテインメント、3月16日）他
  - いつか、流れ星（野田順子、陽ノ下光イメージソング）
- ひなたガールズソングベスト 〜ラブひな〜（キングレコード、3月16日）
  - 未来への贈り物（堀江由衣・倉田雅世・浅川悠・高木礼子・野田順子・雪乃五月・小林由美子、キャラクターソング）
- ときめきメモリアル2 ボーカルトラックス3（コナミミュージックエンタテインメント、3月21日）他
  - ほら、夢いっぱいの空（野田順子&小菅真美、陽ノ下光&水無月琴子イメージソング）
  - Goalstart（野田順子、PSゲーム「ときめきメモリアル2 Substories〜Leaping School Festival〜」陽ノ下光エンディングテーマ）
- ラブひな 〜メモリアルマキシシングル〜 Friendship（キングレコード、3月24日「春だもの! 〜LOVE LIVE HINA FINALな in N.K.〜」会場限定販売）他
  - Friendship（堀江由衣・倉田雅世・浅川悠・高木礼子・野田順子・雪乃五月・小林由美子、キャラクターソング）
- ときめきメモリアル2 ボーカルトラックス4（コナミミュージックエンタテインメント、8月29日）他
  - Jewel of Hearts（野田順子、陽ノ下光イメージソング）
- ときめきメモリアル2 Blooming Stories 10 陽ノ下 光（コナミミュージックエンタテインメント、9月29日）他
  - 君が描く未来で（野田順子、PSゲーム「ときめきメモリアル2 Substories〜Memories Ringing On〜」陽ノ下光エンディングテーマ）
  - habit（野田順子、陽ノ下光イメージソング）
  - Happy! Sparky!（野田順子、陽ノ下光イメージソング）
- ひなたガールズソングベスト(2) 〜ラブひな〜（キングレコード、10月3日）
  - イツマデモ・ドコマデモ（堀江由衣・倉田雅世・浅川悠・高木礼子・野田順子・雪乃五月・小林由美子、キャラクターソング）
  - LOVE LABYRINTH（堀江由衣・浅川悠・野田順子・雪乃五月、キャラクターソング）
- デジモンアドベンチャー02 夏への扉（NECインターチャネル、10月3日）
  - Do I, Do You（野田順子&多田葵（チビモン&グミモン）、キャラクターソング）

2002年
- デジモンアドベンチャー02 マキシSCD「One Vision」（NECインターチャネル、1月10日）
  - Into Summer the DOORS（本宮大輔 ウォレス 太刀川ミミ チビモン グミモン（木内レイコ、宮原永海、前田愛、野田順子、多田葵）、キャラクターソング）
- ときめきメモリアル2 Vol.10 〜陽光（ひかり）、輝きの中へ〜（コナミミュージックエンタテインメント、2月28日）他
  - 青い翼（野田順子、ドラマCD陽ノ下光イメージソング）
- ときめきメモリアル2 ボーカルトラックス5（コナミミュージックエンタテインメント、5月22日）他
  - Ringings go on forever（Hibikino Happy Bells（前田千亜紀、田村ゆかり、くまいもとこ、高野直子、橘ひかり、小菅真美、山田美穂、村井かずさ、野村真弓、本井えみ、鳥井美沙、野田順子）、イメージソング）
- ときめきメモリアル2 ハッピートークCD（コナミミュージックエンタテインメント、5月、非売品：ドラマCD Vol.8〜10全巻購入者プレゼント）
  - もっと!モット!ときめき'99 〜ひびきのバージョン〜（Hibikino Happy Project（高野直子、村井かずさ、橘ひかり、野村真弓、くまいもとこ、田村ゆかり、前田千亜紀、小菅真美、鳥井美沙、野田順子、山田美穂、本井えみ、増田ゆき、神谷浩史、野島健児、幸野善之、室園丈裕）、PSゲーム「ときめきメモリアル2」イメージソング）
- 「東京ミュウミュウ」マキシSCD「恋はア・ラ・モード」（NECインターチャネル、6月5日）他
  - 恋はア・ラ・モード（東京ミュウミュウ（中島沙樹、かかずゆみ、佐久間紅美、望月久代、野田順子）、TVA「東京ミュウミュウ」エンディングテーマ）
- 東京ミュウミュウ キャラクターソングス ざくろのCDおききなさい!（NECインターチャネル、7月24日）他
  - Don't Cry（藤原ざくろ（野田順子）、キャラクターソング）
  - ドゥビドゥワDANCIN' NIGHT（藤原ざくろ（野田順子）、キャラクターソング）
  - 恋はア・ラ・モード (LOVE EXTENDED MIX 〜ZAKURO SOLO〜)（藤原ざくろ（野田順子）、TVA「東京ミュウミュウ」エンディングテーマ）
- ときめきメモリアル 伝説の場所へ〜詩織・光・優紀子〜（コナミミュージックエンタテインメント、10月23日）他
  - 花華 〜HANA〜（野田順子、陽ノ下光イメージソング、作詞：J. Noda）
- We Love DiGiMONMUSiC デジモンアドベンチャー02 DISC（NECインターチャネル、12月25日、デジモンミュージック100タイトル記念作品）
  - ターゲット〜赤い衝撃〜（本宮大輔、ブイモン、火田伊織、アルマジモン、高石タケル、パタモン、一乗寺賢、ワームモン（木内レイコ、野田順子、浦和めぐみ、山本大輔、松本美和、朴ロミ、高橋直純）、キャラクターソング）

2003年
- ガーディアンエンジェル SOUND COLLECTION（サイトロン・デジタルコンテンツ、3月19日）他
  - 光の糸（野田順子、PS2ゲーム「ガーディアンエンジェル」オープニングテーマ）
- ガンパレード・マーチ 〜新たなる行軍歌〜 SPECIAL Vol.2（パイオニアLCD/フロンティアワークス、5月23日）
  - 青春三花（加藤祭&田辺真紀&東原ののみ（野田順子、前田千亜紀、吉田真弓）、キャラクターソング）

2005年
- 「極上生徒会」マキシSCD「偶然天使」（コナミ、5月25日）
  - 偶然天使（極上生徒会執行部（田村ゆかり、生天目仁美、野田順子、清水香里、沢城みゆき）、TVA「極上生徒会」エンディングテーマ）
- 「極上生徒会」キャラクターマキシシングルVol.2/執行部副会長・金城奈々穂&銀河久遠（コナミ、8月3日）
  - Endless Way（野田順子、金城奈々穂キャラクターソング）
- TOKIMEKI MEMORIAL Original Maxi Single LIMITED 2005（コナミ、12月12日、TOKIMEKI CLUBオリジナルCD）
  - Because...（野田順子、陽ノ下光イメージソング）

2006年
- 「落語天女おゆい」キャラクターソングス（hree Fat Samurai/SOL BLADE、3月8日）
  - Digital Emotion（内藤晶（野田順子）、キャラクターソング）

2007年
- 「少年陰陽師」キャラクターソング 風雅に響く詩を聴け 夏（フロンティアワークス/マリン・エンタテインメント、2月23日）
  - 笑顔の存在 〜その意味するもの〜（もっくん（野田順子）、キャラクターソング）
- 「少年陰陽師」キャラクターソング 花鳥風月 〜残月〜（フロンティアワークス/マリン・エンタテインメント、7月6日）
  - 月夜行（もっくん（野田順子）、キャラクターソング）

2008年
- ケータイアプリ版「ときめきメモリアル2」（コナミネットDX、5月2日モバイルデモ配信）
  - あふれる想い（野田順子、オープニングテーマ、2009年5月27日フルコーラス公開）
  - Season -大切なあなたへ-（野田順子、エンディングテーマ、2009年11月26日フルコーラス公開）
- 新保湿実感スキンケアブランドametuti（7月10日ネット配信）
  - 女子としてありえない（野田順子、スペシャルコンテンツ「保湿西遊記〜まぼろしの保湿成分を探して西へ〜」テーマソング）

2015年
- 「ワンピース」ニッポン縦断! 47クルーズCD in 福井（エイベックス・ピクチャーズ、1月28日）
  - メガネ越しのBLUE SKY（たしぎ（野田順子）、キャラクターソング）

2017年
- ONE PIECE Island Song Collection 08（エイベックス・ピクチャーズ、9月27日）
  - ローグタウン「始まりと終わりの町」（スモーカー&たしぎ（大場真人&野田順子）、キャラクターソング）

2018年
- 真・三國無双8 キャラクターソング集II〜Lieto〜（コーエーテクモゲームス、3月28日）
  - Shining Star（歌・台詞：星彩〈CV：野田順子、台詞：張苞〈CV：阪口大助〉、キャラクターソング）
- HUGっと!プリキュア ボーカルアルバム パワフル♥エール（マーベラス、7月4日）
  - おどろきカンゲキ☆ドンとハリー!（ハリハム・ハリー〈野田順子 / 福島潤〉、キャラクターソング）

2021年
- デジモンアドベンチャー02 ベストパートナー「絆」①本宮大輔&ブイモン（FEEL MEE UNIT、8月1日）
  - Beyond The Future（ブイモン（野田順子）、キャラクターソング）
  - HEYらっしゃい!（本宮大輔＆ブイモン（片山福十郎＆野田順子）、キャラクターソング）

### インディーズ
NODAJUN HOUSE
|  | 発売日         | タイトル | 規格品番  | 最高位 |
|  | -------------- | --- | --------- | ------ |
|  | 2007年2月3日   | From the Heart いつもそばに（作詞：J. Noda） スナオナキモチ（ピアノバージョン、作詞：のだじゅん&TAMMY） （J.Noda LIVE 2007〜my own self〜会場限定発売、7月7日よりmusic.jpにて着うた/着うたフル配信） | NDJH-0001 |        |
|  | 2010年10月31日 | 譚海 お雪の伊勢参り 花散る下の墓 鬼のうで （民謡朗読CD、TRICK or TREAT vol.10〜来てくれないとイタズラするぞ!〜にて初回発売） |           |        |
|  | 2013年10月30日 | Thanks! Thanks!☆ありがとう（作詞・作曲：J. Noda） 夜空星 〜yozoraboshi〜（作詞・作曲：J. Noda） かわらぬ想い（作詞・作曲：J. Noda） 約束のうた（作詞・作曲：J. Noda） 恋華（作詞・作曲：J. Noda） 自由空間（作詞・作曲：J. Noda） （2013年10月19日デビュー20周年記念ライブNodajun LIVE 2013〜Debut 20th Anniversary〜にて先行販売）    |           |        |
|  | 2018年9月23日  | 野田順子デビュー25周年記念ドラマCD「子供の時間」 出演：瀧本瞳、野田順子、西川宏美、置鮎龍太郎、半場友恵、広橋涼、西野陽子、永島由子、鈴木れい子、山口奈々 原作：「子供の時間」リリアン・ヘルマン（著）/小池美佐子（訳）新水社（出版）英米秀作戯曲シリーズ1. （Nodajun Debut 25th Anniversary Acoustic LIVE〜略してNDAA〜にて先行販売） |           |        |

未CD化楽曲
- my own self（2006年11月12日TRICK or TREAT vol.5 野田一家LIVE〜再び参上!〜、2007年2月3日J. Noda LIVE 2007〜my own self〜で演奏、2012年6月27日よりアニメうた王国にて、7月7日よりmusic.jpにて着うた/着うたフル配信、6月30日よりiTunesにてDL販売、作詞：野田順子）
- 楽園〜paradiso （D-Quintetとは別バージョン、2008年11月22日TRICK or TREAT vol.8 Nodajun READING LIVEで演奏、作詞・作曲：野田順子）

Sorrel
|     | 発売日         | タイトル | 規格品番 | 最高位 |
| --- | -------------- | --- | -------- | ------ |
| 1st | 1999年4月18日  | Debut Single Make!!（作詞：Sorrel） Showgirl Day（作詞：Sorrel） （青二ミュージアムでの「Sorrel」結成発表会にて限定発売）                                                      |          |        |
| 2nd | 2001年11月18日 | Sorrel Second single Driving（作詞：Sorrel） I miss you スナオナキモチ（作詞：のだじゅん&TAMMY） （J.Noda LIVE 2001〜Toughen up!〜にて先行発売）                               |          |        |
|     | 2005年1月10日  | Sorrel Single Selection Make!!（作詞：Sorrel） Showgirl Day（作詞：Sorrel） Driving（作詞：Sorrel） （TRICK or TREAT vol.1-笑う門には福来る!新春 TALK LIVE -にて会場限定発売） |          |        |
| 3rd | 2009年5月3日   | Sorrel^3 Keep Smiling（作詞・作曲：Junko Noda） キミのミカタ（作詞・作曲：Junko Noda） （Sorrel^3（それるさんじょう）にて会場限定発売）                                        |          |        |

未CD化楽曲（2009年5月3日「Sorrel^3」で演奏）
- なごりうた

Tea-Cups
|     | 発売日       | タイトル                                                                                               | 規格品番    | 最高位 |
| --- | ------------ | --- | ----------- | ------ |
| 1st | 2002年7月7日 | てぃかっぷす Wonder Life（作詞：漣） here... （Tea-Cups Vol.2〜野田順子 Birthday Party〜会場限定発売） | NINOMY-0001 |        |

Bullet 77
|     | 発売日        | タイトル                                                                    | 規格品番    | 最高位 |
| --- | ------------- | --------------------------------------------------------------------------- | ----------- | ------ |
| 1st | 2004年2月23日 | bullet 77 ウタナンチュ happy berry （A&I Records NIGHTS Vol.4会場限定発売） | A&I Records |        |

未CD化楽曲（いずれも2004年5月27日Bullet 77 LIVE 〜Going on!〜、同年8月1日のBullet 77 LIVE 〜Believe in love〜で演奏）
- europa
- Bullet Girl

D-Quintet
|     | 発売日        | タイトル | 規格品番 | 最高位 |
| --- | ------------- | --- | -------- | ------ |
| 1st | 2007年12月8日 | DISCOVERY/楽園〜Paradiso DISCOVERY（作曲：J-Dolphin） 楽園〜Paradiso（作詞：D-Quintet） （「D-Quintet 2nd LIVE〜D5 2.01 上から読んでも下から読んでも」会場限定発売） | DQM-0001 |        |
| 2nd | 2009年7月5日  | ボクラノキセキ/月が眠る頃 ボクラノキセキ（作曲：J-Dolphin） 月が眠る頃 （「D-Quintet 4th LIVE Thank you〜ミルキーウェイはママの味」会場限定発売）                    | DQM-0002 |        |

未CD化楽曲（いずれも2008年11月8日「D-Quintet 3rd LIVE 〜五人囃子で118118」、2017年3月11日「☆☆D-Quintet 6th LIVE☆☆五人囃子百歌繚乱presents『15周年過ぎたけど、勝手に祝いまSHOW!』」で演奏）
- 五人囃子百歌繚乱オープニングテーマ
- 五人囃子百歌繚乱エンディングテーマ（作詞・作曲：J-Dolphin）

その他の未CD化楽曲
- どきどきシチュエーション（TOKIMEKI ALL STARS、TOKIMEKI MEMORIAL SUPER LIVE全3回で演奏）
- Dear My Friends（珠乃 to 珠瑚 with MT、2003年3月20日「お花見気分 de いらっしゃ〜い」で演奏、作詞：珠乃 to 珠瑚 with MT）
- ハントレス（シャバダバンド、シャバダ-2バンド、2008年7月20日「男と女のシャバダバダ♂♀vol.3 -パリ編」、同月26日「ロンドン編」で演奏）
- これから!（同上）
- かいじゅうのうた（TABENA（木部佳菜絵、志藤彩那、野田順子）、2016年7月18日「かいじゅうたべな?」で演奏）

### ゲスト参加/番組企画/オムニバス作品
2000年
- タイムカプセル3/置鮎龍太郎（meldac 〜声優ミレニアム・シリーズ〜Vol,3、7月26日）
  - LOVE IS ALIVE（置鮎龍太郎 featuring 野田順子）

2001年
- VINTAGE（キングレコード、3月7日、ラジオ「ESアワー ラジヲのおじかん」企画アルバム）
  - 輝きをあつめて（野田順子、セルフプロデュースソング）
  - Let's sing a song（ARTISTS UNITED ES HOUR（金月真美、野田順子、豊嶋真千子、有島モユ、牧島有希、水樹奈々、バカボン鬼塚））
  - （アニメイト購入特典SCD「あたかも交換小説『推理小説のおじかん』」）
- Believe〜気づけばそこに〜（キングレコード、10月30日、ラジオ「ESアワー ラジヲのおじかん」企画マキシSCD）他
  - Believe〜気づけばそこに〜（金月真美、野田順子、豊嶋真千子、有島モユ、牧島有希、水樹奈々、バカボン鬼塚〈作詞も左記7名による〉）
  - Smile Smile（金月真美、野田順子、豊嶋真千子、有島モユ、牧島有希、水樹奈々、バカボン鬼塚）

2002年
- 天才ばかばんど「百人一首」（SUPER STOP、10月20日）
  - メグリアエタネ（のだなな（野田順子、芝田吾郎）、作詞・作曲：のだなな）

2003年
- 天才ばかばんど「百人一首2」（SUPER STOP、4月1日）
  - マヤカシ（のだなな）

2004年
- 天才ばかばんど「百人一首3」（天ばか印レーベル、6月1日）
  - ラブソング（のだなな）

2005年
- ORANGE RANGE「お願い!セニョリータ」（ソニーミュージックレコード、6月8日、小松里歌、前田愛、牧島有希とともにコーラスで参加）

2006年
- 天才ばかばんど「百人一首4」（天ばか印レーベル、3月20日）
  - チャイオンリング（のだななぴ〈野田順子、芝田吾郎、ぴあぴ〉）

### シリーズ一覧
1. ↑  第1期（1997年）、第2期『グランダー武蔵RV』（1998年）
2. ↑  テレビシリーズ（2000年）、特番『クリスマス・スペシャル 〜サイレント・イヴ〜』（2000年12月25日）、特番『春スペシャル 〜キミ サクラチルナカレ!!〜』（2001年4月2日）
3. ↑  第1シリーズ（2002年 - 2003年）、第2シリーズ『AXESS』（2003年 - 2004年）、第3シリーズ『Stream』（2004年 - 2005年）、第4シリーズ『BEAST』（2005年 - 2006年）、第5シリーズ『BEAST+』（2006年）
4. ↑  第1期（2004年）、第2期『V』（2004年）
5. ↑  第2期『ULTIMATE MUSCLE』（2004年）、第3期『ULTIMATE MUSCLE2』（2006年）[23]
6. ↑  第1シリーズ（2004年 - 2005年）、第2シリーズ（2005年 - 2006年）、第3シリーズ（2007年）、第4シリーズ（2008年）、第5シリーズ（2009年）、第6シリーズ（2010年）
7. ↑  1stシーズン（2014年）、2ndシーズン（2015年）
8. ↑  第1シリーズ（2018年）、第2シリーズ（2020年）
9. ↑  第2クール『-訣別譚-』（2023年）、第3クール『-相剋譚-』（2024年）